# Indonesien
Indonesien (indonesisch Indonesia) ist ein Staat in Südostasien und Ozeanien, gelegen zwischen dem Indischen und dem Pazifischen Ozean. Das Land umfasst mehr als 17.000 Inseln, darunter Sumatra, Java, Sulawesi sowie Teile von Borneo und Neuguinea. Indonesien ist der weltweit größte Inselstaat. Mit einer Fläche von 1.904.569 km² ist es das 14.-größte Land der Welt. Mit über 280 Millionen Einwohnern ist Indonesien das viertbevölkerungsreichste Land der Welt und zugleich das bevölkerungsreichste muslimisch geprägte Land. Auf der Insel Java, der bevölkerungsreichsten Insel der Welt, lebt mehr als die Hälfte der indonesischen Bevölkerung.
Der indonesische Archipel war mindestens seit dem 7. Jahrhundert eine bedeutende Handelsregion, als das Srivijaya-Reich auf Sumatra und später das Majapahit-Reich auf Java Handel mit Festlandchina und dem indischen Subkontinent trieben. Im Laufe der Jahrhunderte übernahmen lokale Herrscher ausländische Einflüsse, was zur Blütezeit von hinduistischen und buddhistischen Reichen führte. Sunnitische Händler und Sufi-Gelehrte brachten später den Islam ins Land. Während des Zeitalters der Entdeckungen kämpften europäische Mächte um die Vorherrschaft im Gewürzhandel auf den Molukken. Nach dreieinhalb Jahrhunderten der niederländischen Kolonialherrschaft erlangte Indonesien nach dem Zweiten Weltkrieg seine Unabhängigkeit. Es sah sich seither Herausforderungen wie Separatismus, Korruption und Naturkatastrophen gegenüber, begleitend von Demokratisierungsprozessen und raschem wirtschaftlichem Wachstum.
Die indonesische Gesellschaft besteht aus Hunderten von ethnischen und sprachlichen Gruppen, von denen die Javaner die größte darstellen. Die nationale Identität ist durch das Motto ‘’Bhinneka Tunggal Ika’’ („Einheit in Vielfalt“) geprägt, das durch eine nationale Sprache, kulturellen und religiösen Pluralismus sowie eine Geschichte von Kolonialismus und Widerstand gegen diesen definiert ist. Als neu industrialisiertes Land rangiert die indonesische Wirtschaft weltweit auf Platz 16 nach nominalem BIP und auf Platz 7 nach Kaufkraftparität. Indonesien ist die drittgrößte Demokratie der Welt und gilt als Mittelmacht in den internationalen Beziehungen. Es ist Mitglied zahlreicher multilateraler Organisationen, darunter die Vereinten Nationen, die Welthandelsorganisation, die G20, MIKTA, BRICS, sowie Gründungsmitglied der Bewegung der Blockfreien Staaten, der Vereinigung Südostasiatischer Nationen, des Ostasiatischen Gipfels, der APEC und der Organisation für Islamische Zusammenarbeit.

## Geographie

### Lage
Die äquatoriale Inselkette ist bezüglich Fläche und Einwohnerzahl der größte Staat Südostasiens, der weltgrößte Inselstaat sowie mit über 277 Millionen Einwohnern die viertbevölkerungsreichste Nation der Welt. Die Landfläche Indonesiens verteilt sich auf 17.508 Inseln, von denen 6044 bewohnt sind. Die Hauptinseln sind Sumatra, Java und Sulawesi. Indonesien erstreckt sich in nord-südlicher Ausdehnung von 5° 54’ 08” nördlicher Breite bis 11° 08’ 20” südlicher Breite über 1882 km, in west-östlicher Ausdehnung von 95° 00’ 38” bis 141° 01’ 12” östlicher Länge über 5114 km.
Nördlich von Indonesien liegen Malaysia, Singapur, die Philippinen und Palau, östlich Papua-Neuguinea und Osttimor, südlich Australien und im Westen und Süden der Indische Ozean. Gegen die Malaiische Halbinsel mit dem westlichen Malaysia und Singapur wird Indonesien durch die Straße von Malakka abgegrenzt, und in Richtung philippinische Inseln durchläuft die Grenze die Celebessee.
Das indonesische Inselreich durchzieht eine große Anzahl von Meerengen, flachen Nebenmeeren und Seebecken. Im Norden verläuft eine der wichtigsten Wasserstraßen, die Straße von Malakka, von der Andamanensee in die Karimata-Straße, die nördlich in das Südchinesische Meer und südlich in die Javasee führt.
Die Javasee ist zentral gelegen und im Süden über Meerengen, wie die Sunda- oder Lombokstraße mit dem Indischen Ozean verbunden. Von der Celebessee zieht die Straße von Makassar in die östliche Javasee und die Floressee, die an die Bandasee mit den Molukken angrenzt. Weitere kleinere Meeresgebiete liegen südlich. Über dem indonesischen Teil der Insel Neuguinea liegt im Norden der Pazifik und südlich in Richtung Australien die Arafurasee und weiter westlich die Timorsee.
Zu Indonesien gehören die Großen (außer dem Nordteil Borneos) und die Kleinen Sundainseln (außer Osttimor) sowie die Molukken und damit der größte Teil des Malaiischen Archipels, außerdem gehört Westneuguinea (ehemals Irian Jaya) zu Indonesien. Damit liegt Indonesien nicht nur in Asien, sondern hat auch Anteil an Australien.
Die größte und wichtigste Stadt Indonesiens ist die Hauptstadt Jakarta, die das Handels- und Finanzzentrum darstellt. Weitere wichtige Städte sind Surabaya, Medan und Bandung.

### Klima
Indonesien zählt zu den Ländern mit den größten Regenwaldgebieten. Auf Borneo, Sumatra, Westjava, Papua, den Molukken und Sulawesi herrscht immerfeuchtes Tropen-Klima. Temperaturen schwanken im Jahresverlauf kaum und liegen im Mittel zwischen 25 °C bis 27 °C. Bei einer relativen Luftfeuchtigkeit von 95 % und vorherrschender Windstille spricht man von tropischer Schwüle. Die Niederschlagsmenge liegt zwischen 2000 mm und 4000 mm pro Jahr.
Auf dem übrigen Java, den kleinen Sundainseln und den Aruinseln bestimmt der Monsun das Klima. Er sorgt für gleichbleibend hohe Temperaturen, die aber innerhalb von 24 Stunden Schwankungen von 6 °C bis 12 °C unterliegen können. Der Nordostmonsun führt vorwiegend trockene Luft mit sich und löst dadurch eine Trockenzeit (Wintermonsun genannt) aus. In dieser niederschlagsarmen Zeit werfen die Bäume ihre Blätter ab und haben eine Ruhephase. In diesem Gebiet wachsen Monsunwälder, lichte, grüne Wälder mit einer ausgeprägten Krautschicht. Der Südwestmonsun nimmt über dem warmen Meer Feuchtigkeit auf und führt über dem Festland zu hohen Niederschlägen, die an einem Tag bis zu 50 mm erreichen können und oft zu Überschwemmungen führen.

### Geologie
Die Landschaftsformen des modernen Indonesiens entwickelten sich ab dem Pleistozän, als die heutige Inselregion noch mit dem asiatischen Festland verbunden war. Der Archipel entstand während der Tauperiode nach dem ersten Eiszeitalter. Indonesien liegt am Schnittpunkt des Pazifischen Feuerrings und des Alpidischen Gebirgsgürtels und ist daher stark vulkanisch geprägt und dadurch sehr gebirgig. Die meisten Erdbeben und Vulkane werden durch die Subduktion der östlichen Platte des Indischen Ozeans unter den Sunda-Schelf hervorgerufen. Trotz der Bedrohungen durch Erdbeben und Tsunamis und die häufig aktiven Vulkane (Juni 2004: Mount Bromo und Mount Awu Ausbrüche; seit Anfang 2006 Merapi in Zentral-Java mit bedrohlichen Aktivitäten, die 2010 zu einem wiederholten Ausbruch führten) sind einige Inseln, insbesondere Java, dicht besiedelt, da die Böden sehr fruchtbar sind und in Zusammenhang mit dem tropischen Klima eine intensive landwirtschaftliche Nutzung ermöglichen.

### Flora und Fauna

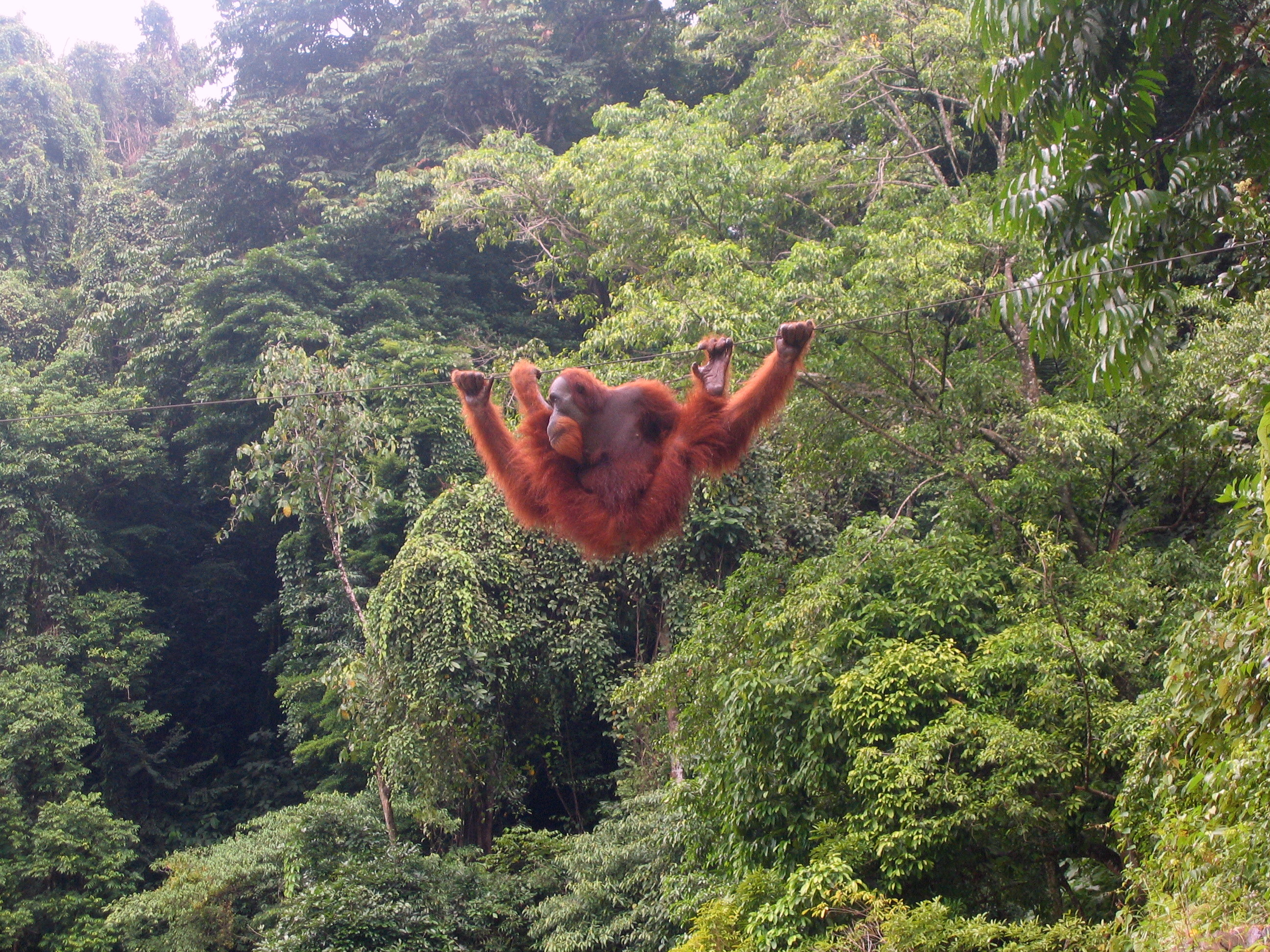
Orang-Utan

Durch die Lage beiderseits des Äquators besitzt Indonesien ein ausgesprochen tropisches Klima mit Monsunwinden, die von Juni bis September ein trockenes Klima mit wenig Regen und von Dezember bis März feuchte Luftmassen und viel Niederschlag mit sich bringen.
Die Wallace-Linie, die eine biogeographische Trennlinie von asiatisch (westlich) und australisch (östlich) geprägter Flora und Fauna beschreibt, verläuft im nördlichen Teil des Archipels zwischen Borneo und Sulawesi sowie im südlichen Teil zwischen Bali und Lombok. Benannt wurde diese Linie nach dem englischen Naturforscher Alfred Russel Wallace, der während seiner Reisen zwischen 1854 und 1862 festgestellt hat, dass bestimmte asiatische Säugetiere wie Elefanten, Tiger, Tapire und Orang-Utans auf Borneo, Java und Bali vorkommen (oder zumindest in historischer Zeit noch vorkamen), nicht aber auf Sulawesi, den Molukken und den kleinen Sundainseln.
In Indonesien und dem sogenannten Korallendreieck, zwischen Malaysia, Osttimor, den Philippinen, Papua-Neuguinea und den Salomonen, leben nach WWF-Angaben rund 75 Prozent aller bekannten Korallenarten und mehr als 3000 Fischarten, Schildkröten, viele Delphine und Wale sowie große Haie und Rochen.
Im Regenwald wachsen zudem viele seltene Pflanzen, wie Orchideen oder Rafflesien.
Mit seiner besonders großen Artenvielfalt und Biodiversität (in Nord-Borneo und Westneuguinea liegen zwei der fünf Zentren der größten Biodiversität auf der Erde), mit ausgesprochen vielen endemischen Arten, Gattungen und Familien von Pflanzen und Tieren sowie großen Ökosystemen gehört Indonesien zu den Megadiversitätsländern dieser Erde. Aufgrund der großen Gefährdungslage wird Indonesien – mit Ausnahme von Westneuguinea – als Hotspot der Biodiversität geführt.

### Umweltsituation

#### Gewässerzustand
Aus dem Flugzeug und selbst von Satellitenaufnahmen deutlich zu sehen ist die vom börsennotierten US-Unternehmen Freeport-McMoRan über 250 km² zerstörende Flussentsorgung durch Minenabraum der Grasberg-Mine in Westneuguinea. Das Verfahren der Flussentsorgung (englisch riverine disposal) ist in den USA und anderen Bergbau betreibenden Industriestaaten wegen seiner Langzeitumweltschäden verboten. Auch Indonesien hat 2001 ein solches Verbot erlassen. Für Freeport-McMoRan gelten, dank guter Beziehungen zur indonesischen Regierung, die Klauseln des unveröffentlichten Konzessionsvertrages, der keine Umweltauflagen enthält. Neben dem Abraum stellen saure Grubenwässer das Hauptumweltproblem dar, das auch den benachbarten Lorentz-Nationalpark bedroht.
An der Küste von Sulawesi tritt die Korallenbleiche auf. Es wird versucht, der Zerstörung durch künstliche Korallenriffe zu begegnen. Dabei werden Stahlkonstruktionen unter schwachen Gleichstrom gesetzt, was eine Mineralakkretion und eine Besiedelung mit Korallen zur Folge hat. Diese Biorock-Technologie wurde von dem Architekten Wolf Hilbertz entwickelt.
Die Cyanid- und Dynamitfischerei ist inzwischen verboten. Trotzdem ist besonders die Cyanidfischerei noch vielerorts an der Tagesordnung.
Gemeinsam mit fünf weiteren Anrainerstaaten hat sich Indonesien zum Schutz des Korallendreiecks entschlossen. Auf einer Konferenz in Manado (Indonesien) wurde beschlossen, ein Fünftel der küstennahen Gewässer, in denen Korallen, Mangroven und Seegras vorkommen, zur Schutzzone zu erklären. Dafür stehen 300 Millionen Dollar zur Verfügung. Dieses Geld soll helfen, ein Drittel aller Korallenriffe weltweit und Tausende Fischarten zu schützen.

#### Waldzustand
Der Regenwald Indonesiens gilt als der artenreichste weltweit. Dennoch werden große Waldflächen abgeholzt. Prognosen des Umweltprogrammes der Vereinten Nationen zufolge werden bis zum Jahr 2022 98 % der Wälder Indonesiens degradiert oder verschwunden sein. Die CO2-Emissionen Indonesiens sind zu 80 % auf Entwaldung zurückzuführen. Neben legalem ist der illegale Holzeinschlag für die Entwaldung von bis zu knapp zwei Millionen Hektar pro Jahr verantwortlich. Im Zeitraum von 1985 bis 1997 wurden etwa 17 Prozent des indonesischen Waldes abgeholzt. Etwa 88 % des indonesischen Holzes stammen aus illegalem Einschlag. Die Zerstörung des Habitats Regenwald spiegelt sich auch im Artenbestand Indonesiens wider: Das Land hat derzeit die längste Liste an vom Aussterben bedrohten Tier- und Pflanzenarten. Die Gattung der Orang-Utan, die noch auf Sumatra und Borneo vorkommt, ist hier eine der Flaggschiffarten.
In den volkswirtschaftlichen Rechnungen werden Primärwälder oftmals als unproduktiv angesehen, da der Regenwald kaum Produkte für den Verkauf auf den nationalen Märkten oder dem Weltmarkt erzeugt. Für die lokale Bevölkerung bilden der Regenwald und dessen traditionelle Nutzung für Jagd, Fischfang, Sammeln von Waldprodukten, kleinteiliger Einschlag und Wanderfeldbau hingegen oftmals die Lebensgrundlage. International agierende Land- und Forstwirtschaftsunternehmen lassen den Regenwald roden oder abbrennen, um Plantagen anzulegen. Dabei wird vor allem Holz zur Verarbeitung in der Papierherstellung eingeschlagen und auf den gerodeten Flächen Palmölplantagen zur Energiegewinnung eingerichtet. Auf der Suche nach Bodenschätzen wird ebenfalls Regenwald abgeholzt. Beim Abbrennen der Wälder, insbesondere in Gebieten mit torfhaltigen Böden, werden enorme Mengen des in der Vegetation gebundenen Kohlenstoffs freigesetzt. Die dabei entstehenden Emissionen des Treibhausgases Kohlenstoffdioxid beschleunigen die weltweite globale Erwärmung. Daneben entsteht starker Rauch, der sich zeitweise bis über die Nachbarländer Malaysia, Singapur und Brunei ausbreitet, dort gesundheitliche und wirtschaftliche Schäden anrichtet und zu politischen Konflikten führt. Besonders stark und monatelang anhaltend war der Rauch in den Jahren 1983/84, 1997/98 und 2006. In den 2010er Jahren kam es beinahe jährlich zu unkontrollierten Waldbränden durch die Brandrodung. 2015 wurden insgesamt 21.633 Feuer gezählt, berichtete die Regierung. Im Vergleich zu 2018 hat sich die Waldbrandfläche 2019 bereits in den ersten fünf Monaten fast verdoppelt.
Die Böden auf den Inseln Indonesiens sind meist nährstoffarm. Eine agrarwirtschaftliche Nutzung ist deshalb nur eingeschränkt möglich. Teile der indigenen Bevölkerung betreiben deshalb Wanderfeldbau auf kleinen, im Regenwald gerodeten Parzellen. Größere Flächen werden von eingewanderten Siedlern (transmigrasi) gerodet. Die gerodeten Flächen werden oft nur einige Jahre bebaut und dann degradiert aufgegeben. Oft siedelt sich dort dann das Elefantengras (Saccharum ravennae) an.

### Natur- und Umweltschutz
Indonesien gehört zu den Hotspots der Artenvielfalt und beherbergt neben wertvollen Waldökosystemen große Bestände an tropischen Korallen. Zahlreiche Naturschutzorganisationen aus Indonesien und westlichen Ländern setzen sich für den Erhalt der Natur vor Ort ein. Dennoch werden derzeit (2013) in Indonesien jährlich 2 Millionen Hektar Urwald vor allem im Tieflandregenwald Sumatras gerodet und in Palmölplantagen umgewandelt, wodurch Indonesien Brasilien in Bezug auf das Ausmaß der Regenwaldzerstörung überholt hat.
Insgesamt wird durch die Waldzerstörung mehr CO2 freigesetzt, als durch die Beimischung zum Kraftstoff eingespart wird. Eine Folge ist z. B., dass Orang-Utans und andere Primaten durch die Rodungen ihren Lebensraum verlieren und auf den Plantagen als Schädlinge bekämpft werden. Weitere Folgen sind heftige Landkonflikte mit einheimischen Kleinbauern, Erosion, Dürregefahr und zunehmende Waldbrände (so 2009 und 2019 auf Borneo, 2010, 2011 und 2019 auf Sumatra). Waren 1990 noch zwei Drittel Indonesiens mit Wald bedeckt, so war es 2010 nur noch gut die Hälfte (94 Millionen Hektar); davon entfielen wiederum nur noch die Hälfte auf unberührte Naturwälder.

### Vulkane und Erdbeben
Erdbeben und vulkanische Aktivitäten sind häufig.
Die größte Erdbebenkatastrophe der jüngeren Geschichte Indonesiens war das Seebeben im Indischen Ozean am 26. Dezember 2004. Als am Morgen gegen 7:58 Uhr Ortszeit die Erde vor der Nordwestküste Sumatras bebte, wurden viele Orte schwer beschädigt. Es war – mit 9,1 auf der Richterskala – das drittstärkste jemals gemessene Erdbeben (schwerstes Erdbeben am 22. Mai 1960 in Chile mit Stärke 9,5; zweitstärkstes das Karfreitagsbeben 1964 in Alaska (9,2)). Nur ca. 15 Minuten später wurden die Menschen, vor allem an der Westküste Sumatras in der Region um Banda Aceh und Meulaboh, von einem bis zu 15 Meter hohen Tsunami überrascht. In wenigen Minuten wurden ganze Küstengebiete verwüstet. Es starben allein in Indonesien über 170.000 Menschen.
Ein Erdbeben der Stärke 6,2 mit katastrophalen Auswirkungen ereignete sich am 27. Mai 2006 in Zentral-Java bei Yogyakarta. Dabei starben nach Regierungsangaben annähernd 5800 Menschen, bis zu 57.800 wurden verletzt, mehr als 130.000 Häuser wurden zerstört oder schwer beschädigt und bis zu 650.000 Menschen obdachlos. Außerdem führte es zu einer weiteren Verstärkung der Aktivitäten des Vulkans Merapi.
Seit dem 29. Mai 2006 bildete sich in der Nähe von Sidoarjo ein Schlammvulkan auf Java. 100 °C heißer Schlamm quoll und quillt bis heute aus der Erde, tausende Menschen wurden evakuiert.
Am 17. Juli 2006 ereignete sich ein Erdbeben vor Java mit anschließendem Tsunami. 525 Menschen starben, und 38.000 wurden obdachlos. Betroffen war vor allem die Stadt Pangandaran auf der indonesischen Insel Java. Die Weiterleitung der Tsunami-Warnung wurde versäumt. Ein Erdstoß der Stärke 6,2 ereignete sich erneut am 19. Juli 2006 vor der indonesischen Küste, erklärte das Erdbebenwarnzentrum in Jakarta und gab diesmal die Warnung weiter.
Am 6. März 2007 ereignete sich ein Erdbeben der Stärke 6,3 in Westsumatra mit über 70 Toten und mehreren Hundert Verletzten (Stand 6. März). Das Beben und eines der mehreren leichteren Nachbeben waren noch im über 400 km entfernten Singapur zu spüren, so dass dort mehrere Hochhäuser evakuiert wurden.
Am 16. November 2008 wurde auf der zentralindonesischen Insel Sulawesi ein Erdbeben der Stärke 7,7 registriert.
Am 4. Januar 2009 um 2:43 Uhr ereignete sich ein Erdbeben mit der Stärke 7,2 in Westneuguinea, das von 18 Nachbeben gefolgt wurde, von denen um 5:33 Uhr das stärkste mit 7,6 auf der Richterskala registriert wurde. Bei dem Beben wurden mindestens vier Menschen getötet.

### Regionen
| Inselregion         | Fläche (km²) | Anteil an Gesamtfläche | Einwohner (2015)Citypopulation.de | Anteil an Gesamt- einwohnerzahl |
| ------------------- | ------------ | ---------------------- | --------------------------------- | ------------------------------- |
| Sumatra             | 480.848      | 25,2 %                 | 55.198.752                        | 21,6 %                          |
| Java                | 129.438      | 6,8 %                  | 145.013.583                       | 56,8 %                          |
| Kleine Sundainseln  | 73.070       | 3,8 %                  | 14.091.466                        | 5,5 %                           |
| Borneo (Kalimantan) | 544.150      | 28,5 %                 | 15.320.017                        | 6,0 %                           |
| Sulawesi            | 188.522      | 9,9 %                  | 18.702.298                        | 7,3 %                           |
| Molukken            | 74.505       | 3,9 %                  | 2.844.131                         | 1,1 %                           |
| Westneuguinea       | 420.540      | 22,0 %                 | 4.011.907                         | 1,6 %                           |
| Indonesien          | 1.911.073    | 100,0 %                | 255.182.154                       | 100,0 %                         |

## Bevölkerung

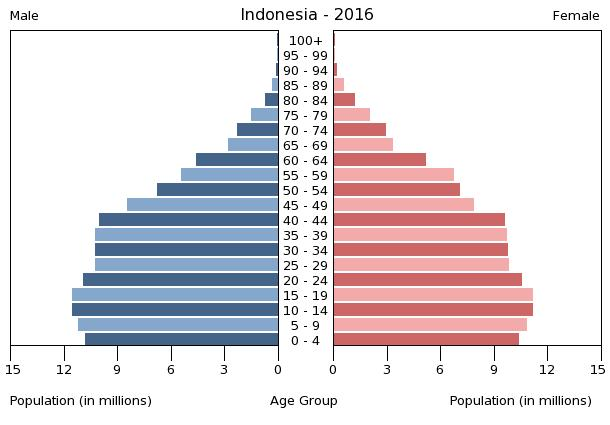
Indonesien hat eine junge Bevölkerung.

Die Bevölkerung Indonesiens ist in den letzten Jahrzehnten rasant angewachsen. Sie stieg von 69 Millionen im Jahr 1950 auf rund 274 Millionen im Jahr 2020. Das Wachstum hat sich inzwischen verlangsamt. Indonesien hatte 2023 277,5 Millionen Einwohner. Das jährliche Bevölkerungswachstum betrug + 0,7 %. Zum Bevölkerungswachstum trug ein Geburtenüberschuss (Geburtenziffer: 16,2 pro 1000 Einwohner vs. Sterbeziffer: 9,6 pro 1000 Einwohner) bei. Die Anzahl der Geburten pro Frau lag 2022 statistisch bei 2,2, die der Region Ostasien und Ozeanien betrug 1,5. Die Lebenserwartung der Einwohner Indonesiens ab der Geburt lag 2022 bei 68,3 Jahren. Der Median des Alters der Bevölkerung lag im Jahr 2021 bei 29,4 Jahren. Im Jahr 2023 waren 24,9 Prozent der Bevölkerung unter 15 Jahre, während der Anteil der über 64-Jährigen 7,0 Prozent der Bevölkerung betrug.

### Entwicklung der Bevölkerung seit 1950
| Jahr | Bevölkerungszahl | Jahr | Bevölkerungszahl |
| ---- | ---------------- | ---- | ---------------- |
| 1950 | 069.543.000      | 1990 | 181.437.000      |
| 1955 | 077.328.000      | 1995 | 196.958.000      |
| 1960 | 087.793.000      | 2000 | 211.540.000      |
| 1965 | 100.309.000      | 2005 | 226.713.000      |
| 1970 | 114.835.000      | 2010 | 242.524.000      |
| 1975 | 130.724.000      | 2016 | 258.162.000      |
| 1980 | 147.490.000      | 2020 | 273.524.000      |
| 1985 | 165.012.000      |      |                  |

Quelle: UN World Population Prospects

### Bevölkerungsdichte

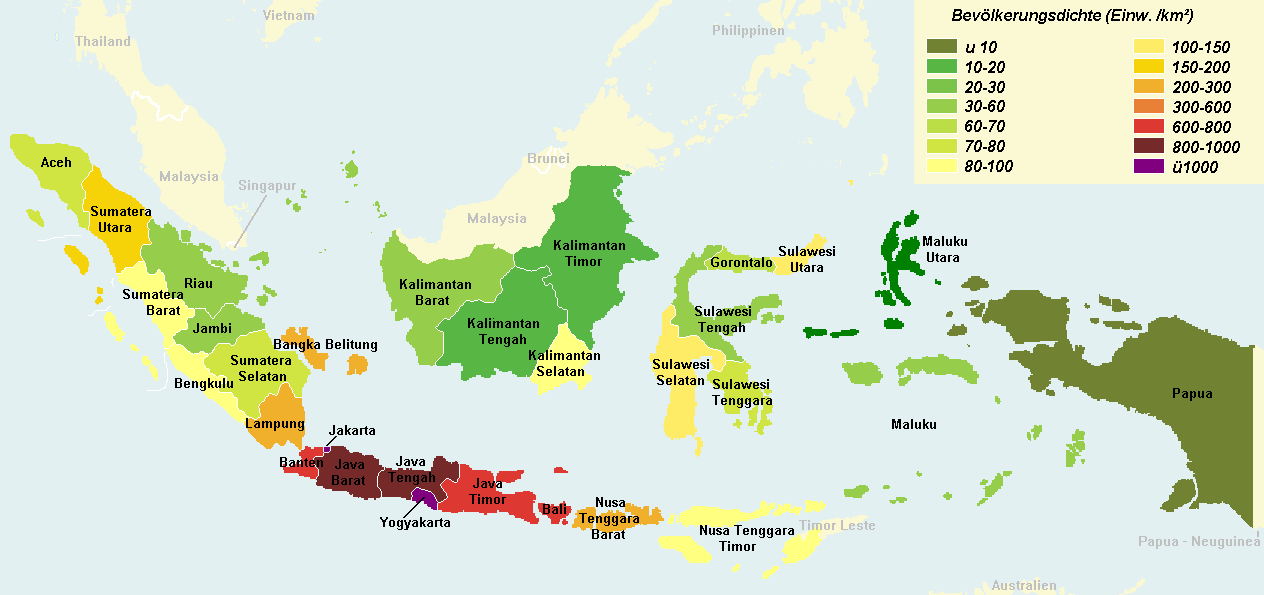
Verteilung der Bevölkerung in Indonesien

Die Bevölkerungsdichte auf den indonesischen Inseln ist sehr unterschiedlich. Auch zwischen den Regionen einzelner Inseln gibt es starke Unterschiede. Während in den Provinzen Papua, Maluku und Nordmolukken im Durchschnitt maximal 30 Personen auf einem Quadratkilometer leben, liegt die Bevölkerungsdichte auf dem indonesischen Teil Borneos zwischen 10 und 100 Einwohnern/km² und auf Sumatra zwischen 30 und 300 Einwohnern/km². Auf Java ist sie mit über 1000 Einwohnern/km² am höchsten (Vergleich: Stadtstaat Hamburg: 2395/km²). Dort befinden sich auch die am dichtesten besiedelten Provinzen Jakarta und Yogyakarta, die allerdings im Wesentlichen nur die Stadt und das direkte Umland umfassen.
Java hat aufgrund des fruchtbaren Bodens und der Hauptstadt eine sehr hohe Bevölkerungsdichte, was zu einem großen Fortschrittsgefälle zwischen den Inselgruppen geführt hat. Die Regierung siedelt deshalb im Rahmen des Transmigrations-, des Transmigrasi-Projektes seit 1969 Familien aus Java auf dünner besiedelte Inseln um, was wiederum zu vielen Konflikten und Problemen geführt hat.

### Volksgruppen

Ethnische Gruppen in Indonesien

Laut der indonesischen Volkszählung von 2001 leben in Indonesien insgesamt fast 360 verschiedene Völker, von denen die meisten malaiischer Herkunft sind. Erst gegen Ende der niederländischen Kolonialzeit wurde die Bezeichnung Indonesier gegenüber der bis dahin üblichen eigenen Stammesbezeichnung bevorzugt. Allerdings gibt es starke regionale Autonomie- und Sezessionsbestrebungen. Vor diesem Hintergrund sahen sich alle nationalen Regierungen mit der Herausforderung konfrontiert, aus der ethnischen Vielfalt eine gemeinsame Nation zu schmieden. Nation-building war und ist deshalb ein Leitmotiv indonesischer Politik.
Die einzelnen Völker verteilen sich wie folgt: Javaner (41,7 %), Sundanesen (15,4 %), Malaien (3,4 %), Maduresen (3,3 %), Batak (3,0 %), Minangkabau (2,7 %), Betawi (2,5 %), Bugis (2,5 %), Bantenesen (2,1 %), Banjaresen (1,7 %), Balinesen (1,5 %), Sasak (1,3 %), Makassaresen (1,0 %), Cirebon (0,9 %), Chinesen (0,9 %), Gorontalo (0,8 %), Achinesen (0,4 %) (wobei aufgrund des Krieges nur etwa die Hälfte der Bevölkerung des Bundesstaates Aceh erfasst wurde), Torajas (0,4 %).

#### Malaiische Völker

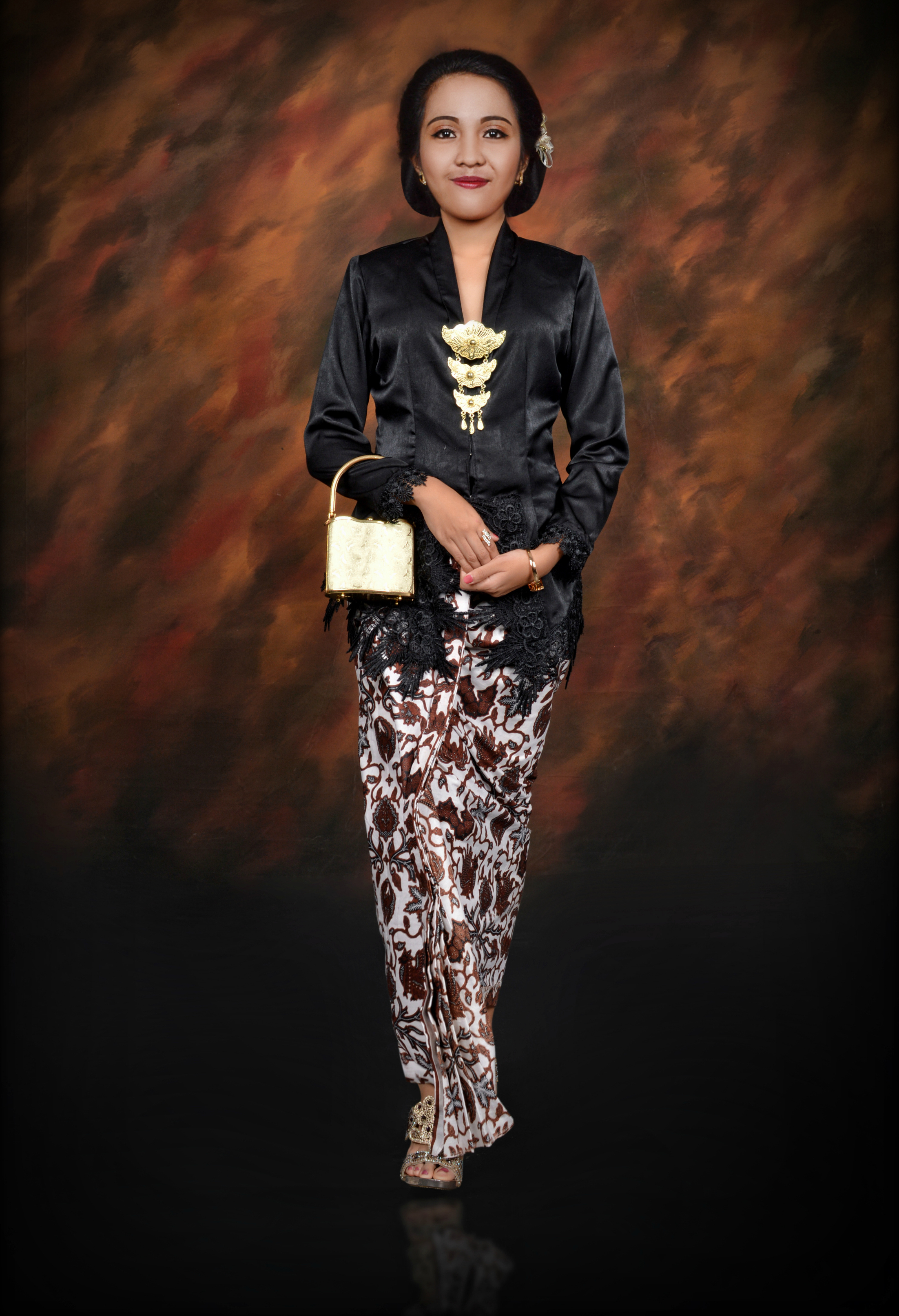
Frau in indonesischer Kleidung: kain (Wickelrock) und kebaya (Bluse).

Den größten Bevölkerungsanteil stellen mit einem Anteil von rund zwei Dritteln die Jungmalaien, zu denen die Javaner, Sundanesen und Maduresen gehören. Etwa 5 % der Bevölkerung sind Altmalaien, darunter die Dayak auf Borneo, die Batak auf Sumatra und die Toraja auf Sulawesi.
Malaiische Völker stellen in Sumatra, Java, Sulawesi, Bali und durch Einwanderung mittlerweile auch auf Borneo die Mehrheit. Dagegen leben im Osten vorwiegend Völker, die aus Vermischung von malaiischen Einwanderern und der ursprünglichen melanesischen Bevölkerung hervorgegangen sind. In Westneuguinea besteht die ursprüngliche Bevölkerung ausschließlich aus Melanesiern (Papua), deren Anteil aber durch malaiische Zuwanderung auf etwa die Hälfte der Bevölkerung gesunken ist.
Dazu kommen noch z. B. die Achinesen, Torajas, Bajau, Bauzi, Lampung, Tengger, Osing, Badui, Minangkabau, Gorontalo und viele andere Gruppen, die aber meist weniger als ein Prozent an der Gesamtbevölkerung stellen, und Gruppen gemischter ethnischer Herkunft, wie etwa die auf Sumba lebenden Wewewa, die zur Hälfte malaiischer und melanesischer Herkunft sind. Außerdem leben noch vereinzelt polynesische Völker in dem Inselstaat.
Minderheiten sind die nur noch in Rückzugsgebieten anzutreffenden Restgruppen von Völkern, die schon vor Ankunft der Malaien auf den Inseln lebten, darunter Kubu, Lubu, Ulu und Sakai.
Als zahlenmäßig größte Ethnie sind die Javaner in Indonesien die politisch dominierende Gruppe. Durch das umstrittene Programm Transmigrasi wurde versucht, das Problem der Bevölkerungskonzentration auf der Insel Java (ca. 1000 Einwohner pro km²) zu lösen, was vor allem auf Borneo und Sulawesi zu blutigen Zusammenstößen mit der heimischen Bevölkerung führte.

#### Chinesische Minderheit
In Indonesien leben insgesamt 2,83 Millionen Überseechinesen, die meisten davon auf der Hauptinsel Java. Doch auch auf Sumatra und Borneo sind Chinesen heimisch. Die meisten Chinesen kamen in das Land, als Indonesien noch eine niederländische Kolonie war.
Nach der Erlangung der Unabhängigkeit Indonesiens 1949 wurden viele Chinesen außer Landes gedrängt. Die Regierung verbannte Chinesen ohne indonesische Staatsbürgerschaft aus kleinen Orten und beraubte Zehntausende ihrer Lebensgrundlage. Präsident Sukarno wollte damit den Pribumi (den einheimischen Indonesiern) die Kontrolle über den Handel in den Dörfern verschaffen. Mit der Volksrepublik schloss man 1956 ein Abkommen zur Verminderung der doppelten Staatsbürgerschaft. Nach der Machtergreifung Suhartos und dem Massaker in Indonesien 1965–1966 an mutmaßlichen Kommunisten (auch die Chinesen wurden beschuldigt, Kommunisten zu sein), erließ Suharto einen Präsidialerlass über „Die Politik zur Lösung des chinesischen Problems“ und einen weiteren zu Religion, Glauben und chinesischen Gebräuchen.
Chinesischsprachige Schulen wurden geschlossen, Kulturvereinigungen aufgelöst, der Verkauf chinesischsprachiger Bücher und Zeitschriften, sogar die Verwendung chinesischer Schriftzeichen in Kalendern, bei Firmenzeichen oder an Geschäften wurde verboten. Eine einzige staatlich kontrollierte chinesischsprachige Tageszeitung blieb erlaubt. Die Indonesierung chinesischer Namen wurde massiv vorangetrieben. Merkmale kultureller Identität wie zum Beispiel die Feier des chinesischen Neujahrsfestes wurden verboten bzw. in private Haushalte verbannt. Die Ausweise vieler ethnischer Chinesen unterscheiden sich anhand eines speziellen Codes von denen der Pribumi. Im Februar 1998 räumte sogar ein Vertreter des indonesischen Verteidigungsministeriums ein, ethnische Chinesen sähen sich Schwierigkeiten ausgesetzt, wenn sie als Beamte oder beim Militär Karriere machen wollten, und würden zudem bei der Zulassung zu staatlichen Universitäten benachteiligt. Die dominante Rolle der chinesischen Minderheit im nationalen Wirtschaftsleben führte zu gewalttätigen Übergriffen während der Asienkrise.
Die Überarbeitung der diskriminierenden Gesetze wurde am 16. September 1998 von dem damaligen Präsidenten Bacharuddin Jusuf Habibie in einem Erlass angeordnet. Die meisten diskriminierenden Gesetze wurden in den 2000er Jahren abgeschafft, und das chinesische Kulturleben hat in der Folge einen Aufschwung erfahren.

### Religion

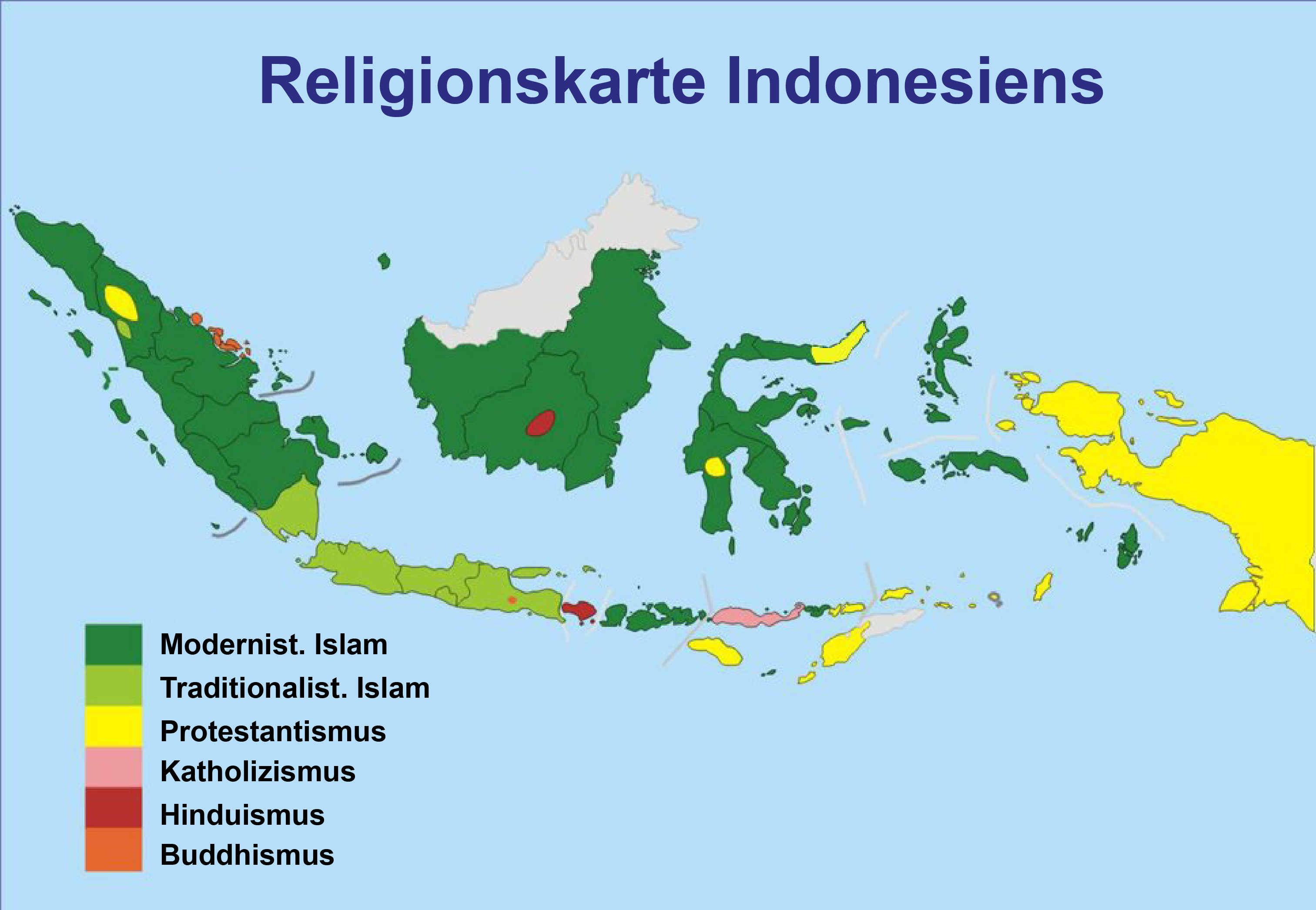
Religionen in Indonesien

Mit ungefähr 230 Millionen Muslimen stellt Indonesien den Staat mit der größten muslimischen Bevölkerung der Welt dar (siehe auch Liste der Länder nach Religion). Der Islam ist jedoch nicht Staatsreligion. Allerdings müssen sich alle Bürger des Inselstaates zu einer von fünf anerkannten Weltreligionen bekennen. Dies wird durch die Staatsideologie Pancasila fest vorgeschrieben. Die Bürger können demnach nur den Lehren von Islam, Christentum (katholisch und evangelisch), Buddhismus, Konfuzianismus oder Hinduismus folgen. Dies stellt eine erhebliche Einschränkung der Religionsfreiheit dar. Manche Volksgruppen geben daher eine dieser offiziellen Religionen an, praktizieren jedoch tatsächlich weiterhin ihren traditionellen Glauben.
87 % der Indonesier sind Muslime (etwa 225 Millionen). Dabei hängen die meisten der sunnitischen Richtung an. In Indonesien leben nur etwa 100.000 Schiiten. Viele Indonesier praktizieren eine synkretistische Form des Islam. Anhänger dieser Form wurden vom Ethnologen (Kultur- und Sozial-Anthropologen) Clifford Geertz als Abangan bezeichnet, im Gegensatz zu den Santri, die sich am dogmatischen Islam orientieren.
In Indonesien ist im Zuge der Demokratisierung eine vermehrte Hinwendung zur Religion und ein Rechtsruck der Gesellschaft zu verzeichnen.
28 Millionen Indonesier, also etwa 10 % der Bevölkerung, sind Christen (etwa 7 % evangelisch und 3 % Mitglieder der römisch-katholischen Kirche in Indonesien). Das Christentum gelangte bereits vereinzelt im 16. Jahrhundert zu den Inseln. Viele bis dahin nichtislamisierte Völker, wie etwa die Torajas in Südsulawesi oder die Batak in Nordsumatra, wurden im 19. und 20. Jahrhundert zum Christentum bekehrt.
Bei der Missionierung der Batak spielten deutsche Missionare eine entscheidende Rolle. Die Bewohner des heutigen Ost-Nusa Tenggara sowie die der Molukken (Gewürzinseln) konvertierten bereits im 16. und 17. Jahrhundert (damals portugiesisch besetzte Gebiete). In einigen Gebieten Indonesiens sind Christen in der Mehrheit, was sich jedoch aufgrund der Transmigrasi und der unterschiedlichen Geburtenraten zu ändern begonnen hat.
Katholisch ist vor allem der Osten Indonesiens (Flores, Westtimor) geprägt. Abgesehen davon leben viele Christen in den Großstädten Javas und Sumatras. Zusammenstöße zwischen Muslimen und Christen haben seit 1999 mehr als 10.000 Menschen das Leben gekostet. In Westneuguinea hält die Welle der Gewalt gegen die animistisch-christliche Papua-Bevölkerung bis heute an.
1,8 % der Bevölkerung sind Hindus (besonders auf Bali und auf Lombok verbreitet) und 1 % Buddhisten (meist Angehörige der chinesischen Minderheit). Zudem gibt es eine sehr kleine jüdische Minderheit.
Ahnenkult und Geisterglaube der traditionellen ethnischen Religionen haben nach wie vor einen großen Stellenwert bei vielen Indonesiern, insbesondere bei den indigenen Gruppen.

### Bildung und Gesundheit
Die mittlere Schulbesuchsdauer der Überfünfundzwanzigjährigen stieg von 3,3 Jahren im Jahr 1990 auf 7,9 Jahre im Jahr 2015 an. Die Bildungserwartung für die aktuelle Generation liegt bei 12,9 Jahren. 2015 konnten 93,6 % der Bevölkerung lesen und schreiben.
Gesundheitsprobleme in Indonesien werden durch schlechte Luftqualität durch industrielle Umweltverschmutzung, Mütter- und Kindersterblichkeit, Gesundheitsschäden durch eine hohe Raucherrate (über 50 % der männlichen Bevölkerung) und diverse übertragbare Tropenkrankheiten hervorgerufen. 2014 gab das Land 2,9 % der Wirtschaftsleistung für das Gesundheitswesen aus, was deutlich unter dem weltweiten Durchschnitt liegt. In Indonesien gibt es zudem einen starken Ärztemangel. Im Jahr 2020 praktizierten in Indonesien 6,3 Ärztinnen und Ärzte je 10.000 Einwohner. Die Mängel sind dabei besonders groß auf abgelegenen Inseln und in den ländlichen Regionen des Landes. Trotzdem gelang eine starke Verbesserung der meisten Gesundheitsindikatoren. Die Sterblichkeit bei unter 5-jährigen betrug 2022 21,3 pro 1000 Lebendgeburten. 2014 führte Indonesien die universelle Gesundheitsvorsorge „Nationale Gesundheitsversicherung“ (Jaminan Kesehatan Nasional) ein, die bis 2019 die gesamte Bevölkerung erfassen soll. Um dieses Ziel zu erreichen, hat die Regierung des Landes das nationale Gesundheitswesen für private, ausländische Investoren geöffnet. Der Gesundheitssektor zählt deshalb zurzeit zu den am schnellsten expandierenden Teilen der indonesischen Wirtschaft.
Im Jahr 2015 waren 7,9 % der Bevölkerung unterernährt. Im Jahr 2000 lag der Anteil noch bei 17,8 %. Die Lebenserwartung der Einwohner Indonesiens ab der Geburt lag 2022 bei 68,3 Jahren (Frauen: 70,4, Männer: 66,2). Die Lebenserwartung stieg von 66,4 Jahren im Jahr 2000 bis 2022 um 3 %.

## Landesname
Der Name Indonesien ist eine Wortschöpfung aus dem Griechischen und setzt sich aus Indo- für Indien und nesos für Insel zusammen. Der Name ist eine Analogiebildung zu Polynesien, Mikronesien und Melanesien. Er setzte sich in den europäischen Sprachen durch die Buchreihe Indonesien oder die Inseln des malayischen Archipel des deutschen Geographen und Ethnologen Adolf Bastian durch, deren erster Band 1884 in Berlin erschien. Schöpfer des Namens dürfte 1850 der Brite George Windsor Earl gewesen sein. Bei Schriften über die Region, auch bei Earls erstem Werk, gab es zu dieser Zeit keinen einheitlichen Namen für die Inselwelt in Südostasien. „Indische Inseln“, „Ostindien“ oder „Insulinde“ waren nur einige Namen. 1906 tauchte die Bezeichnung bei Albert C. Kruyt auf, 1909 bei C. Spat und 1918 bei William James Perry. Die Encyclopædie van Nederlandsch-Indië gibt dazu an, es sei ein Name, den der deutsche Arzt und Ethnologe Adolf Bastian 1884 dem Malaiischen Archipel gegeben habe. Bastian hatte in dem Jahr sein Werk Indonesien oder die Inseln des Malayischen Archipel veröffentlicht. Die Encyclopædia Britannica nennt in der Ausgabe von 1911 als Schöpfer des Wortes „Indonesian“ den Briten James Richardson Logan (1819–1869). Er wollte damit im The Journal of the Indian Archipelago and Eastern Asia die hellhäutige, nicht-malaiische Bevölkerung des Archipels bezeichnen. 1850 veröffentlichte aber auch Earl in dem Journal seinen Artikel On the leading Characteristics of the Papuan, Australian, and Melayu-Polynesian Nations, genauso wie andere Artikel zuvor. Seit September 1849 arbeiteten Earl und Logan zusammen in einer Anwaltskanzlei.
Tatsächlich war es Earl, der in seinem Artikel eine Bezeichnung für den „Zweig der polynesischen Rasse, die das [sic] Indische Archipel bewohnt.“ Er nannte sie „Malayunesians“. In einer Fußnote seines Artikels erklärte Earl, die bisherige Bezeichnung der Inseln als „Indischer Archipel“ passe nicht, da er nicht präzise sei. Auf dem Griechischen Archipel lebten Griechen, aber die Bewohner der Inseln Südostasiens seien keine Inder („Indians“). Französische Vorschläge wie „Ozeanien“ oder „Malasia“ lehnte Earl als zu ungenau oder nicht einprägsam genug ab. Von Thomas Stamford Raffles stammt die Bezeichnung „Hither Polynesians“, doch habe diesen „sächsischen Zusatz“ kein Ethnologe aufgegriffen. Am bekanntesten seien die Bezeichnungen „Indischer Archipel“ und „Malaiischer Archipel.“ Da man bei Polynesien das griechische „nèsos“ verwendete, könne man die Einwohner der südostasiatischen Inseln besser „Indu-nesians“ oder „Malayunesians“ nennen. Earl bevorzugte die letztere der beiden Bezeichnungen, da „Indonesians“ zu allgemein wäre und auf die Einwohner Ceylon, der Malediven und Lakkadiven bezogen werden könne.
Logan aber veröffentlichte in derselben Ausgabe des Journals den Artikel The Ethnology of the Indian Archipelago: Embracing enquiries into the Continental relations of the Indo-Pacific Islanders, in dem zu lesen ist:

“Amongst recent enquirers Mr Williams has strongly and ably maintained their Indonesian origin, and Mr Hale, to whose important and valuable labours I shall afterwards fully advert, has adopted the same views.”

„Unter den jüngsten Anfragen hat Herr Williams nachdrücklich und geschickt ihre indonesische Herkunft vertreten, und Herr Hale, auf dessen wichtige und wertvolle Arbeit ich später ausführlich eingehen werde, hat die gleichen Ansichten vertreten.“

Es ist das erste Mal, dass das Wort „Indonesian“ gebraucht wurde. Wiederum in einer Fußnote erklärt Logan, das Wort „Indischer Archipel“ sei zu lang, um es als Adjektiv oder ethnographische Bezeichnung zu verwenden. Er verweist auf Earls Vorschläge „Malayuneser“ und „Indunesier“, ziehe aber „Indonesien“ als rein geographischen Begriff und Kurzform für „Indische Inseln“ vor. Er selber habe zwar „keine Vorliebe für die Multiplikation halbgriechischer Wörter und würde gerne alle Nesias von der Landkarte tilgen, wenn gute sächsische Äquivalente ersetzt werden könnten“, der Begriff habe jedoch durchaus Anspruch darauf, in der Region zu finden, denn in der etwas anderen Form von „Nusa“ (alt-javanisch für Insel) sei er im Indischen Archipel vielleicht genauso alt wie in Griechenland. In der Folge benutzte Logan die Begriffe „Indonesian“ und „Indonesia“ regelmäßig. Bastian zitiert Logan später in einer Veröffentlichung von 1869 und dessen Aufteilung der indo-pazifischen Sprachen in Polynesisch, Papuanesisch, Micronesisch sowie östlich und westlich „Indonesisch“.

## Geschichte
Der Fund des Java-Menschen beweist, dass die Insel bereits vor ca. 1,8 Millionen Jahren besiedelt war.
Die indonesische Bevölkerung stammt ursprünglich von austronesischen Völkern ab, die vor Beginn unserer Zeitrechnung in mehreren Einwanderungswellen ins Land kamen.  Im ersten Jahrtausend n. Chr. gewannen der Buddhismus und der Hinduismus Einfluss auf Indonesien und verschmolzen mit Glaubensvorstellungen der ursprünglichen Bauernkultur. Wegen der günstigen Lage an der Seehandelsroute von China nach Indien blühte der Handel, und es entstanden mehrere Handelsreiche.
Das einflussreichste und bekannteste Königreich Srivijaya auf Sumatra bestand seit ca. 500 und übernahm bis ca. 700 die Herrschaft über ganz Sumatra und Java, Teile Borneos und die Malaiische Halbinsel. Ab dem 11. Jahrhundert begann das Reich zu zerfallen, unter anderem durch Angriffe der indischen Chola-Könige, die unliebsame Handelskonkurrenz ausschalten wollten. Zwischen 1275 und 1290 übernahm der König von Singhasari die Herrschaft über den größten Teil Indonesiens. Auf Java gewann ab 1293 das Reich von Majapahit an Bedeutung, das bald über die ehemaligen Gebiete von Srivijaya herrschte.

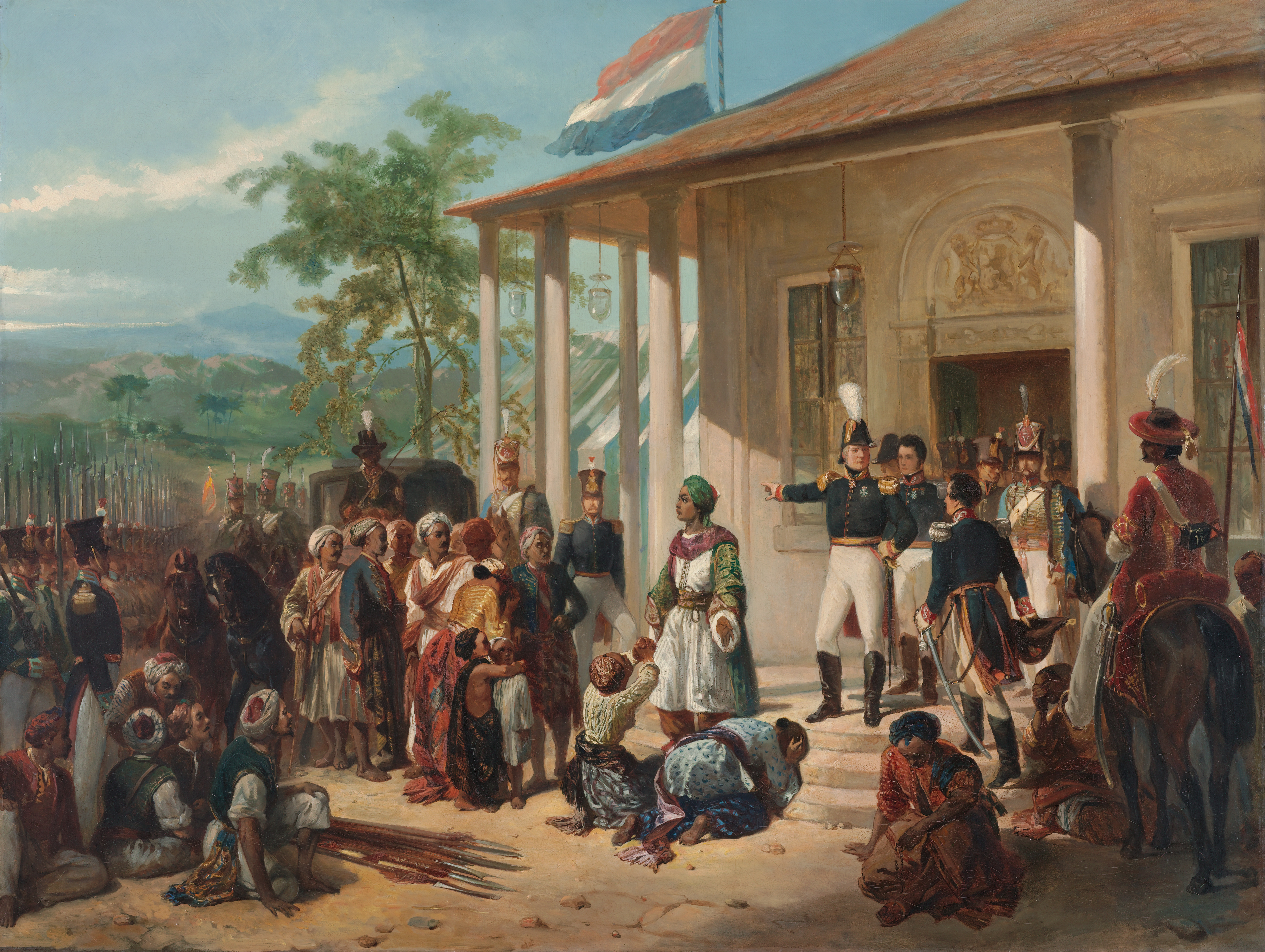
Niederländisch-Indien (1830)

Ab dem 15. Jahrhundert besuchten immer mehr arabische Händler Indonesien, und die Konversion zum Islam begann. Hinduismus und Buddhismus überleben bis heute nur auf den Inseln Bali (siehe beispielsweise Besakih) und Lombok, wo sich eine indigene (mehrheitlich aber hinduistisch geprägte) Mischkultur herausgebildet hat.
1487 umfuhr der Portugiese Bartolomeu Diaz erstmals das Kap der Guten Hoffnung und bereitete damit die europäische Entdeckung des Seeweges nach Indien durch Vasco da Gama vor. In der Folge stießen die Europäer in den indonesischen Raum vor, um sich den bislang von Malaien, Arabern und Chinesen betriebenen Gewürzhandel anzueignen. Nach fast 100-jähriger portugiesischer Dominanz setzten sich um 1600 die Niederländer als Kolonialherren durch. Als Niederländisch-Indien war Indonesien eine der ersten niederländischen Kolonien. Bis zum Jahr 1908 hatten die Niederlande, von Java ausgehend, ihren Machtbereich auf den gesamten indonesischen Archipel ausgedehnt. Lediglich die Provinz Aceh (Atjeh) im Norden Sumatras vermochte zu widerstehen, wurde aber nach einem über dreißigjährigen Krieg unterworfen.
Im Frühjahr 1942 begann die japanische Armee, Niederländisch-Indien zu besetzen. Ihr Interesse galt kriegswichtigen Rohstoffreserven und der Verbesserung ihrer strategischen Position. Im März 1942 kapitulierten die Niederländer. Die fast 350-jährige Zeit ihrer Kolonialherrschaft war vorüber. Noch unter japanischer Besatzung erklärte sich Indonesien im März 1943 von den Niederlanden unabhängig. Die Herrschaft der Japaner endete am 15. August 1945 mit deren Kapitulation.

Sukarno (etwa 1949)

Am 17. August 1945 riefen Sukarno und Mohammad Hatta die Unabhängigkeit Indonesiens aus. Der Einfluss der Republik Indonesien erstreckte sich zunächst auf die Inseln Java, Sumatra und Madura. Die übrigen Inseln wurden meist von den Niederländern kontrolliert. In einer Verfassung von 1945 wurde das Wahlrecht Frauen und Männern verliehen, doch geschah diese Einführung des Frauenwahlrechts in einer politisch unübersichtlichen Situation mit unklaren Machtverhältnissen.
Im Niederländisch-Indonesischen Krieg (1947/48) eroberten die Niederlande zwar fast das gesamte Gebiet, kämpften aber weiterhin gegen eine indonesische Guerilla und verloren vor allem die Sympathie der Weltöffentlichkeit, nicht zuletzt wegen des Massakers am 9. Dezember 1947 im Dorf Rawagede (Westjava) mit 431 Toten, bei dem nur zehn Männer überlebten. Die Schätzungen zur Gesamtzahl der getöteten indonesischen Zivilisten bewegen sich heute zwischen einigen zehntausend und zweihunderttausend. Unter amerikanischem Druck mussten die Niederlande im August 1949 (abermals) Verhandlungen mit der Republik Indonesien aufnehmen. Am 27. Dezember 1949 wurde in Amsterdam die Übergabe der Souveränität unterzeichnet, Niederländisch-Neuguinea blieb jedoch vorläufig unter kolonialer Verwaltung.
Bis 1954 bestand noch eine Niederländisch-Indonesische Union, die jedoch am Streit um Neuguinea zerbrach. 1955 wurden erstmals Wahlen abgehalten. Im neuen Parlament nach 1955 saßen mit 18 von 257 Parlamentsabgeordneten nur wenige Frauen. In der Regierung war kein weibliches Mitglied. In der Folgezeit war der Fortschritt gering.
Die Bildung des Nachbarstaates Malaysia 1963 wurde von Indonesien abgelehnt, was zum als Konfrontasi bezeichneten Konflikt zwischen den beiden Staaten führte.

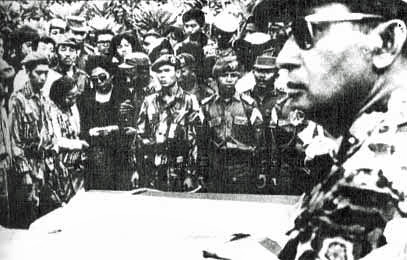
Suharto (1965)

Am 30. September/1. Oktober 1965 kam es zu einem Putschversuch von Teilen des Militärs. Der rechtsgerichtete General Suharto schlug den Aufstand nieder und erklärte die am Putschversuch unbeteiligte kommunistische Partei PKI zum Schuldigen. Er verbot sie und veranlasste in der Folge ein Massaker des Militärs unter tatsächlichen und angeblichen Kommunisten, bei dem nach Schätzungen von Amnesty International in den folgenden Monaten fast eine Million Menschen getötet wurden. Zu den Opfern gehörte auch die chinesische Bevölkerungsminderheit. Unterstützung erhielt Suharto von den USA (1963–1969 regiert von US-Präsident Lyndon B. Johnson).
Suharto zwang Sukarno zur Niederlegung seines Amtes. Drei Jahre später folgte die Eingliederung von Westneuguinea. Als sich 1975 die Unabhängigkeit der Kolonie Portugiesisch-Timor abzeichnete, begannen indonesische Truppen zunächst, die Grenzgebiete getarnt zu besetzen. Nach der Ausrufung der Unabhängigkeit Osttimors am 28. November folgte neun Tage später die offene Invasion.
Nach der Wirtschaftskrise im Jahre 1998 kam es zu ersten Protesten. Die Gewalt erreichte ihren Höhepunkt in den Tagen vom 12. bis zum 14. Mai 1998 in Jakarta. Zudem wurden Korruptionsvorwürfe über Präsident Suharto laut, und Bacharuddin Jusuf Habibie forderte den Rücktritt des Präsidenten. Schließlich willigte Präsident Suharto in seinen Rücktritt ein, und Bacharuddin Jusuf Habibie übernahm vorerst die Macht. Im Oktober 1999 wurde Abdurrahman Wahid erster frei gewählter Staatspräsident des Landes, zwei Jahre später Megawati Sukarnoputri, Tochter des Staatsgründers Sukarno.
Am 12. Oktober 2002 ereignete sich der Terroranschlag auf der Touristeninsel Bali, der 202 Tote und mehr als 300 Verletzte forderte.
Im Sommer 2004 fanden erstmals direkte Präsidentschaftswahlen statt, bei denen kein Kandidat eine Mehrheit erreichen konnte. Bei einer Stichwahl am 20. September siegte der Herausforderer und frühere General Susilo Bambang Yudhoyono. Ihm folgte 2014 Joko Widodo.
In den letzten Jahren wurde Indonesien immer wieder von Naturkatastrophen heimgesucht. Am 26. Dezember 2004 zerstörte ein Tsunami große Teile der Provinz Aceh auf Sumatra und forderte viele Todesopfer. 2006 gab es in Yogyakarta ein Erdbeben der Stärke 6, wobei auch das Weltkulturerbe Prambanan stark beschädigt wurde. 2007 war der Vulkan Anak Krakatau stark aktiv. 2018 zerstörten ein Erdbeben und ein darauffolgender Tsunami die Stadt Palu und ihre Umgebung, die Zahl der Todesopfer wurde auf 1200 geschätzt.

## Politik

### Administrative Gliederung
Indonesien gliedert sich derzeit in 35 Provinzen (Provinsi), zwei Sonderregionen und den Hauptstadtdistrikt (Daerah Khusus Ibukota) Jakarta. Die administrative Ebene unter den Provinzen bilden 501 Regierungsbezirke (Kabupaten), die seit der Verwaltungsreform 2001 eine große administrative Bedeutung besitzen.
In den letzten Jahren wurden mehrere neue Provinzen und Regierungsbezirke von den bestehenden abgetrennt, wie zum Beispiel die Provinzen Papua Barat 2003, Sulawesi Barat 2004, Kalimantan Utara 2012 sowie Papua Pegunungan, Papua Selatan, Papua Tengah und Papua Barat Daya 2022. Weitere Änderungen in der administrativen Gliederung sind in Planung.
Seit der Unabhängigkeit bestehen Bestrebungen, das von Fluten und Erdbeben heimgesuchte sowie dicht besiedelte Jakarta als Hauptstadt abzulösen. Mögliche Kandidaten liegen auf Borneo, wodurch zudem die Dominanz der Javaner in Indonesien besser ausbalanciert werden soll. 2019 wurden Planungen für die neue Hauptstadt mit dem Namen Nusantara auf der Insel Borneo vorgelegt, 2022 wurde der Bau begonnen. Der Umzug erster Behörden war bis 2024 geplant. Der Unabhängigkeitstag am 17. August 2024 wurde erstmals in Nusantara begangen, die für diesen Tag geplante Einweihung zur Hauptstadt wurde aber wegen Verzögerungen beim Bau auf unbestimmte Zeit verschoben. Die Fertigstellung soll zwischen 2040 und 2050 erfolgen.

### Politisches System
Die ehemalige niederländische Kolonie ist heute eine Präsidialrepublik – der Präsident ist sowohl Staatsoberhaupt als auch Regierungschef und Oberbefehlshaber der Streitkräfte. Die Verfassung von 1945 sieht die Gewaltenteilung vor. Der Präsident ernennt die Mitglieder seines Kabinetts, die nicht Mitglieder des Parlaments sein müssen. Die Amtszeit des Präsidenten ist auf zwei Amtsperioden à 5 Jahre beschränkt. Nach dem Sturz Suhartos 1998 wurden umfangreiche Reformen umgesetzt. Das Unterhaus (Abgeordnetenhaus) hat 500 auf fünf Jahre gewählte Abgeordnete (bis 2004 waren 38 davon vom Präsidenten ernannte Militärs). Die beratende Volksversammlung, die früher den Präsidenten wählte und übergreifende politische Themen berät, besteht aus dem Abgeordnetenhaus, 135 Vertretern der Provinzen sowie 65 Vertretern von Standesorganisationen und kommt damit auf 700 Mitglieder.
Seit einer Verfassungsänderung 2004 ist der Majelis Permusyawaratan Rakyat (MPR) ein Zweikammerparlament. Dieses höchste Legislativorgan besteht aus den 550 Abgeordneten des DPR (Dewan Perwakilan Rakyat) und 128 Regionalvertretern (DPD). Der DPD (Dewan Perwakilan Daerah) ist eine im Rahmen der Dezentralisierungspolitik neu geschaffene 2. Kammer. Die Versammlung der Regionalvertreter hat jedoch lediglich Anhörungs- und Vorschlagsrechte im Gesetzgebungsverfahren und ist daher keine vollwertige legislative „zweite Kammer“. Im Parlament sind derzeit (2017) zehn Parteien vertreten – die größte Fraktion ist die mit rund 17 % der Stimmen (Wahl vom 14. Februar 2024) gewählte Partai Demokrasi Indonesia – Perjuangan (PDI-P). Seit der Präsidentschaftswahl 2024 ist Prabowo Subianto von der Partai Gerakan Indonesia Raya (Gerindra) Präsident Indonesiens. Seit den Wahlen 2004 ist Indonesien in der Weltöffentlichkeit als demokratischer Staat anerkannt.

#### Präsident und Parteien

Prabowo Subianto

Seit 2024 ist Prabowo Subianto Präsident Indonesiens.
Indonesien hat ein Mehrparteiensystem mit einer großen Anzahl von Parteien. Vorherrschende Partei unter Suharto war Golkar. Ihr Einfluss ist weiterhin groß, aber nicht mehr dominant. Der ehemalige Präsident Yudhoyono kandidierte bei der Präsidentschaftswahl 2004 für die neu gegründete Demokratische Partei, seine Vorgängerin und Kontrahentin Megawati für die PDI-P.

### Politische Indizes
| Name des Index                     | Indexwert    | Weltweiter Rang | Interpretationshilfe | Jahr |
| ---------------------------------- | ------------ | --------------- | --- | ---- |
| Fragile States Index               | 63,7 von 120 | 102 von 179     | Stabilität des Landes: Warnung 0 = sehr nachhaltig / 120 = sehr alarmierend Rang: 1 = fragilstes Land / 179 = stabilstes Land | 2024 |
| Demokratieindex                    | 6,44 von 10  | 59 von 167      | Unvollständige Demokratie 0 = autoritäres Regime / 10 = vollständige Demokratie                                               | 2024 |
| Freedom in the World Index         | 57 von 100   | —               | Freiheitsstatus: teilweise frei 0 = unfrei / 100 = frei                                                                       | 2024 |
| Rangliste der Pressefreiheit       | 51,2 von 100 | 111 von 180     | Schwierige Lage für die Pressefreiheit 100 = gute Lage / 0 = sehr ernste Lage                                                 | 2024 |
| Korruptionswahrnehmungsindex (CPI) | 37 von 100   | 99 von 181      | 0 = sehr korrupt / 100 = sehr sauber                                                                                          | 2024 |

### Außenpolitik

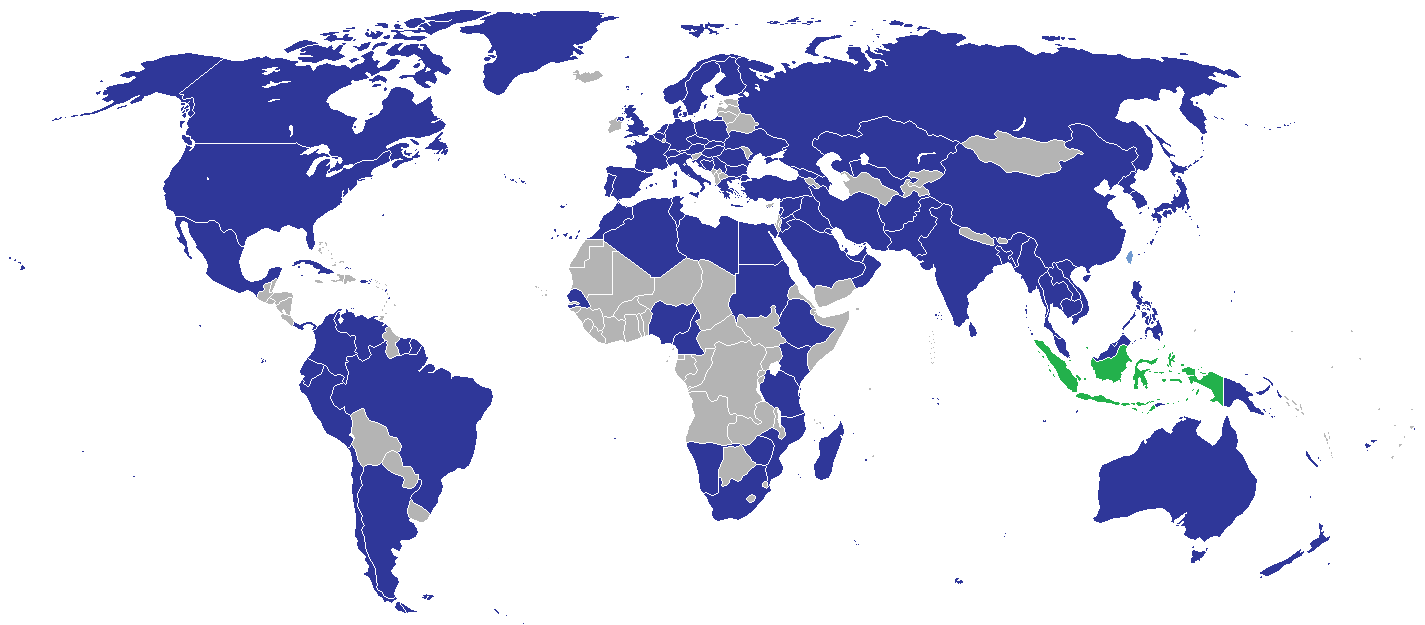
Standorte der diplomatischen Vertretungen Indonesiens

Indonesien ist eine Regionalmacht. Geleitet wird die Außenpolitik des Landes dabei vom Wahlspruch „bebas dan aktif“, was sich als „unabhängig und aktiv“ übersetzen lässt. Jakarta vermeidet so eine enge Anbindung an Mächte außerhalb der südostasiatischen Region, das gilt für die Volksrepublik China wie für die USA, und versucht stattdessen, einen eigenen Weg in den internationalen Beziehungen zu finden. So war Indonesien ein wichtiges Mitglied der Blockfreien Bewegung im Kalten Krieg. Getragen wird dieser Anspruch auf Unabhängigkeit und Bedeutung von Indonesiens kolonialen Erfahrungen und seiner demographischen und geographischen Größe.

#### Beziehungen zu ASEAN und EU
Innerhalb der ASEAN nimmt das bevölkerungsreichste Land Südostasiens seit der Gründung des Staatenbundes 1967 eine führende Rolle ein, indem zum Beispiel das Generalsekretariat der ASEAN in Jakarta beheimatet ist und die Initiative zur Verbundsgründung auf den ersten Präsidenten zurückgeht. Auf globaler Ebene sieht sich Jakarta als Fürsprecher der Entwicklungsländer, deren Stimme es zum Beispiel im Rahmen der G20 Gehör verschaffen will.
Seitens Europas erfährt das Land in den letzten Jahren verstärkt Aufmerksamkeit. So unterzeichneten Jakarta und die Europäische Union im November 2009 ein „Partnership and Cooperation Agreement“ (PCA). Derzeit wird über ein darüber hinausgehendes Handelsabkommen verhandelt: Die Verhandlungen wurden offiziell am 18. Juli 2016 mit dem Ziel aufgenommen, den Marktzugang zu erleichtern und neue Märkte zu schaffen, den Handel zwischen Indonesien und der EU zu intensivieren und die Direktinvestitionen auszuweiten. Die 9. Runde des Indonesia-EU Comprehensive Economic Partnership Agreement (CEPA) fand vom 2. bis 6. Dezember 2019 in Brüssel statt. Der Vertrag wurde am 16. Dezember 2018 unterzeichnet und trat nach der Ratifizierung durch alle beteiligten Staaten am 1. November 2021 in Kraft.

#### Mitgliedschaft in internationalen Organisationen
Indonesien war viele Jahre Mitglied in der Organisation erdölexportierender Länder (OPEC). Da aber die eigenen Erdölvorkommen fast erschöpft sind, wurde es zu einem Netto-Importeur von Erdöl. Unter anderem aus diesem Grund hat das Land am 28. Mai 2008 seinen Austritt aus der OPEC bekanntgegeben.
Indonesien ist Mitglied der Vereinten Nationen. 1965 war das Land aus der Organisation ausgetreten, trat aber 1966 wieder ein. Ferner ist es Mitglied im Internationalen Währungsfonds, in der Welthandelsorganisation und seit 2025 in der Staatenvereinigung BRICS.

### Militär
Die Streitkräfte Indonesiens heißen Tentara Nasional Indonesia (TNI) und bestehen aus etwa 250.000 Soldaten. Sie sind in Heer, Marine und Luftwaffe untergliedert. Das Heer hat mit etwa 196.000 Soldaten die bei weitem größten Kapazitäten. Lange Zeit gehörte auch die indonesische Landespolizei zu den Streitkräften. Im April 1999 begann man mit der Ausgliederung der Landespolizei, dieser Prozess wurde im Juli 2000 formell abgeschlossen. Mit 150.000 Angestellten hat die Polizei eine weit kleinere Mannschaftsstärke als in den meisten anderen Staaten. Hinzu kommen noch etwa 120.000 Mitglieder der örtlichen Polizei, so dass sich die Gesamtstärke auf etwa 270.000 Personen beziffern lässt.
Indonesien gab 2017 knapp 0,8 Prozent seiner Wirtschaftsleistung oder 8,2 Milliarden Dollar für seine Streitkräfte aus. Indonesien lag 2023 auf Platz 124 von 149 Ländern im Globalen Militarisierungsindex (GMI). Gemäß dem Ranking von Global Firepower (2018) besitzt das Land die 15.-stärkste militärische Kapazität weltweit und die 7.-stärkste in Asien.
Seit 2024 ist Sjafrie Sjamsoeddin Verteidigungsminister.

### Menschenrechte
Obwohl die Justiz zuvor nur selten Menschenrechtsverletzungen verfolgte, ratifizierte Indonesien 2005 den Internationalen Pakt über bürgerliche und politische Rechte sowie den Internationalen Pakt über wirtschaftliche, soziale und kulturelle Rechte. In den Jahren 2006 und 2007 wurden verschiedene Regelungen des Strafgesetzbuches für verfassungswidrig erklärt, die davor der Verfolgung Oppositioneller dienten. Laut Amnesty International geschehen jedoch weiterhin schwerwiegende Menschenrechtsverletzungen. In Indonesien wird für verschiedene Verbrechen die Todesstrafe verhängt und seit Mai 2004 vermehrt angewandt.
Seit dem Rücktritt von Präsident Suharto im Jahre 1998 wurden viele Beschränkungen der Meinungsfreiheit für Parteien, Gewerkschaften und die übrige Zivilgesellschaft aufgehoben. Dennoch sind weiterhin Flaggen, die die Unabhängigkeit einzelner Regionen Indonesiens symbolisieren, verboten. 2006 stufte das Verfassungsgericht drei Artikel des Strafgesetzbuches als verfassungswidrig ein, die die „Beleidigung des Präsidenten“ unter Strafe stellten. Die Artikel waren zur Einschränkung der Meinungsfreiheit herangezogen worden. Im Juli 2007 wurden zwei weitere Artikel für verfassungswidrig erklärt, die ebenfalls bei kritischen Äußerungen über Regierungsinstitutionen zur Verfolgung führten und laut Amnesty International zur Verfolgung von Oppositionellen missbraucht worden waren.
Während die Menschen in Indonesien überwiegend einem moderaten Islam anhängen, gilt in der Provinz Aceh seit 2001 die Scharia. Als Teil eines Friedensabkommens mit der Zentralregierung zur Beendigung der Separatistenkämpfe in der Provinz erhielt Aceh 2005 einen halbautonomen Status. Dort geht die islamische Religionspolizei massiv gegen als „unislamisch“ deklarierte Verhaltensweisen vor: Wer Kleidervorschriften missachtet, wird bestraft, auf vorehelichen Geschlechtsverkehr steht dort die Prügelstrafe. Anderes abweichendes Verhalten im Alltag kann mit zur Abschreckung inszenierten „Umerziehungsmaßnahmen“ geahndet werden, wie im Dezember 2011 eine Gruppe Punks erfahren musste.
Im Juni 2012 wurde ein bekennender 30-jähriger Atheist zu zweieinhalb Jahren Haft verurteilt.
Blasphemiegesetze, Zensur und Drohungen von radikalen politischen und religiösen Gruppierungen behindern in Indonesien die journalistische Freiheit. Stark eingeschränkt sind außerdem die Möglichkeiten der unabhängigen Berichterstattung über das indonesische Militär und die Situation in der unruhigen Westpapua-Region. Am 6. Dezember 2022 beschloss das indonesische Parlament das neue Strafgesetzbuch, das 2025 in Kraft tritt. Dieses sieht unter anderem für vorehelichen Geschlechtsverkehr und Ehebruch bis zu einem Jahr Freiheitsstrafe vor. Die Polizei darf jedoch nur Ermittlungen aufnehmen, wenn ein Familienmitglied eine Beschwerde einreicht. Weitere neue Straftatbestände werden für Verunglimpfung des Präsidenten, von Ministern und Institutionen der Regierung sowie der Staatsideologie Pancasila eingeführt. Auch Blasphemie und Werbung für Verhütungsmittel oder Kommunismus soll hart geahndet werden.
In Indonesien sind Aberglaube und Hexenglaube weit verbreitet. Die Dienste der Dukun, so werden die indonesischen Hexendoktoren genannt, werden regelmäßig in Anspruch genommen, um bei Heilungen, Segnungen, Wahrsagerei und anderen alltäglichen Problemen zu helfen. Die Angst vor Dukun ist ebenfalls weit verbreitet und führt immer wieder zu Konflikten, moderner Hexenverfolgung und sogar Morden. Unklar ist, ob Aberglaube und echte Angst vor Zauberei die Motivation für diese Vorfälle sind oder ob es lediglich darum geht, den Opfern ihren Besitz zu nehmen. Hexenverfolgung ist im indonesischen Strafgesetzbuch bisher nicht verankert. Allerdings gibt es seit 1981 öffentlichen Druck, dies zu ändern.

## Wirtschaft

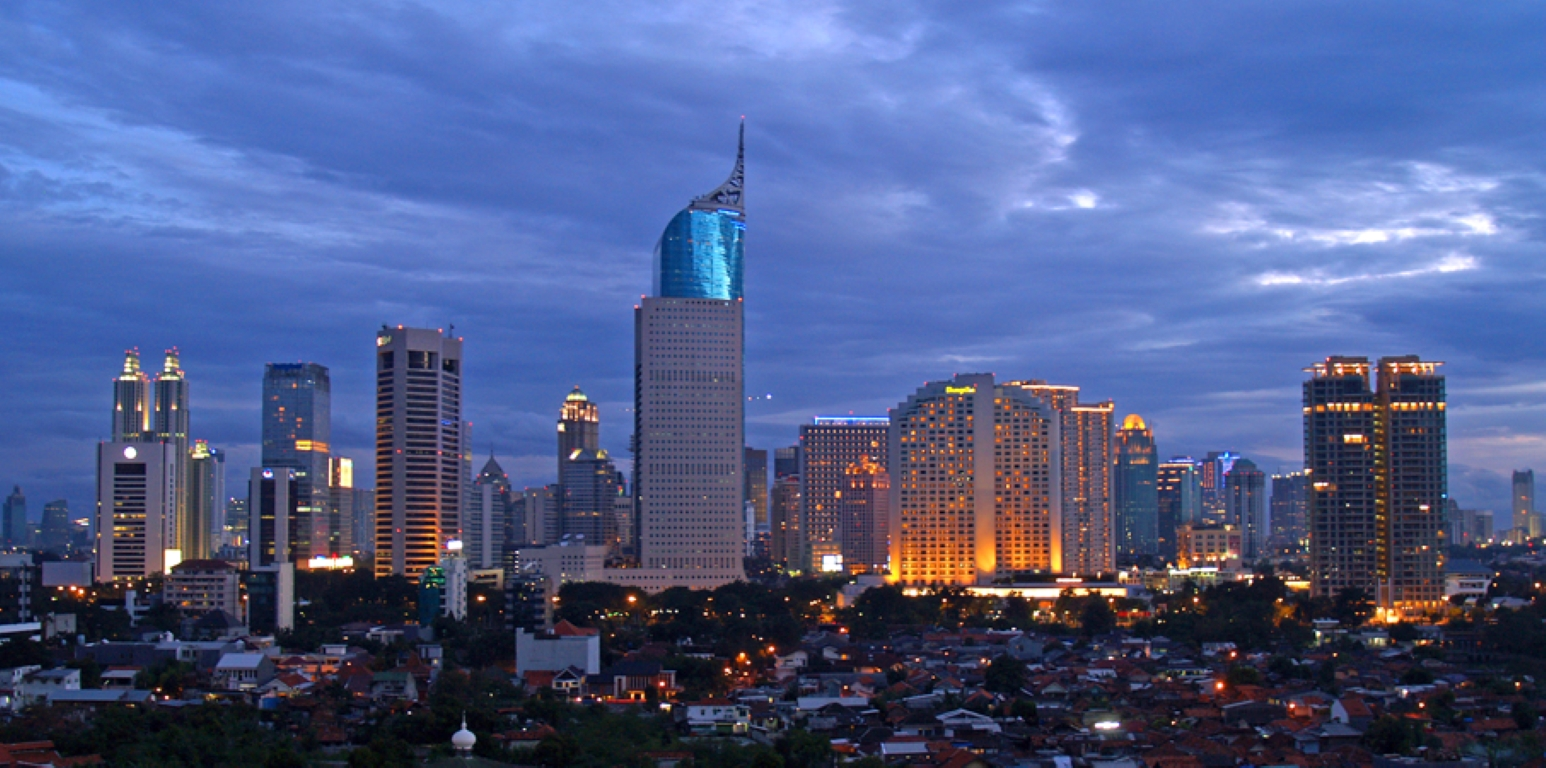
Skyline von Jakarta

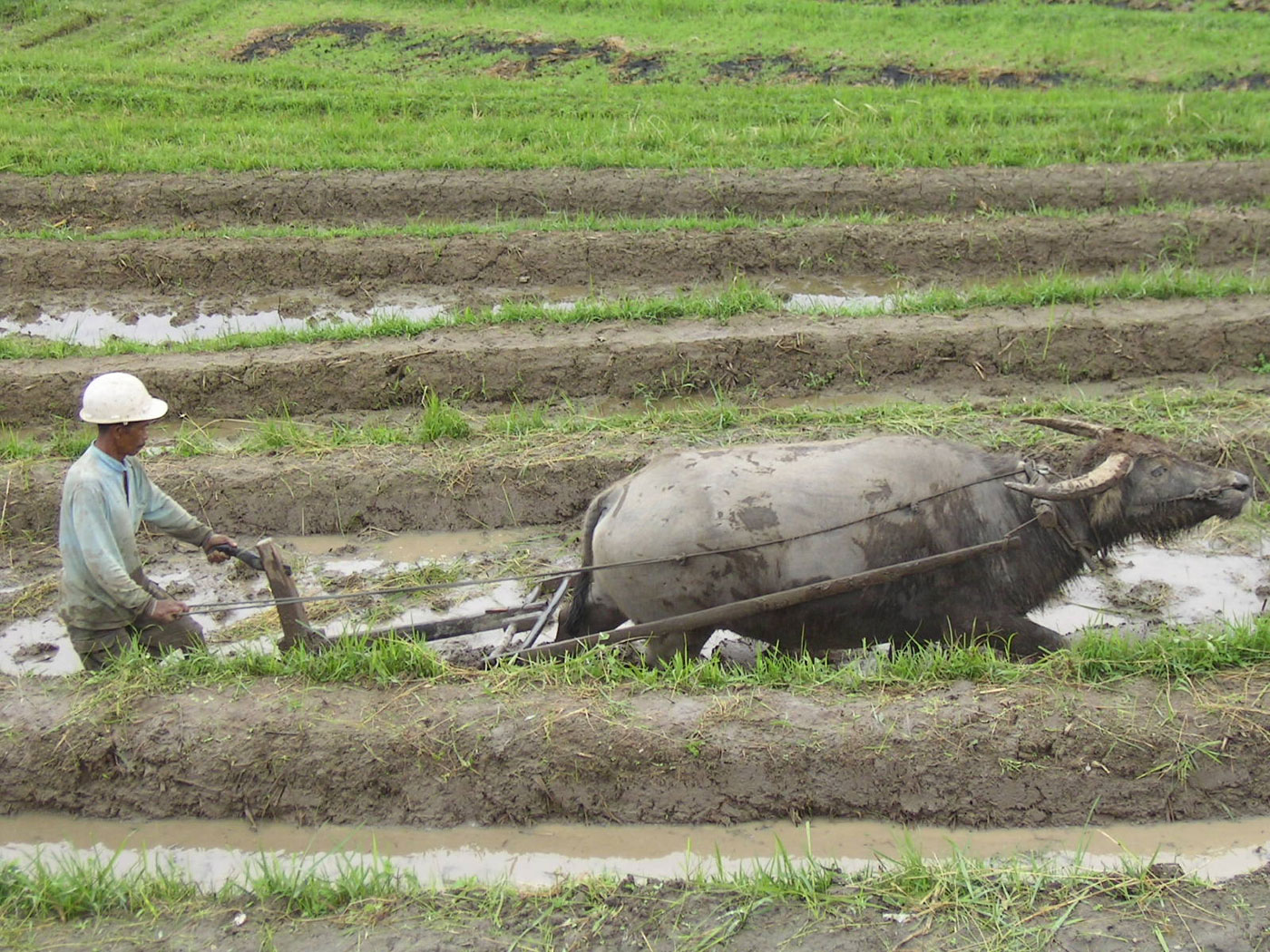
Landwirtschaft in Indonesien

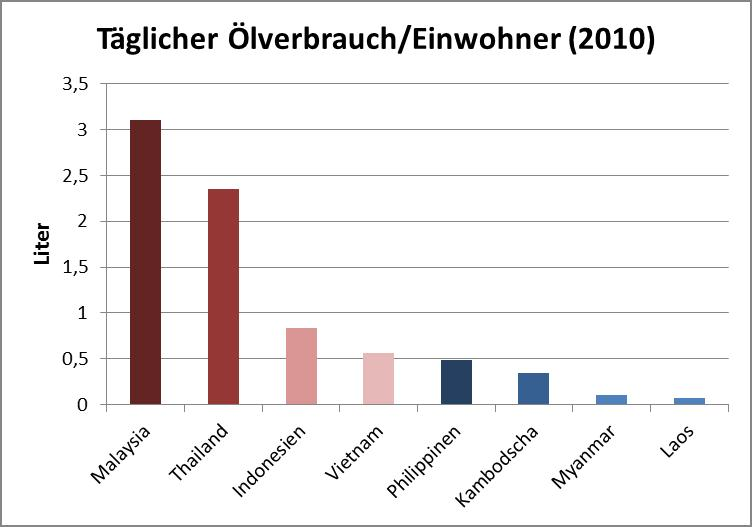
Täglicher Ölverbrauch einiger Länder in Südostasien, Liter pro Tag/Einwohner

Provinzen Indonesiens nach Bruttoinlandsprodukt pro Kopf 2019 (US$)
über 12.001
9.001 bis 12.000
6.001 bis 9.000
3.001 bis 6.000
unter 3.000

Die Wirtschaft des Next-Eleven-Staates Indonesien basiert auf dem Prinzip der Marktwirtschaft, wird an vielen Stellen aber von der Regierung beeinflusst. Einige große Unternehmen sind in Staatsbesitz. 1997/1998 erschütterte eine Wirtschaftskrise verschiedene Staaten in Ost- und Südostasien, wovon auch Indonesien stark betroffen war (Asienkrise). Die Währung verlor 75 % ihres Wertes, und viele Betriebe gingen bankrott. Danach konnte sich die indonesische Wirtschaft aber stabilisieren und zählt mit Wachstumsraten von 5 bis 6 % pro Jahr zu den am schnellsten expandierenden der Welt.
Der mittelfristige Ausblick gilt dank Rohstoffvorkommen, einer jungen Bevölkerung und einem dynamischen regionalen Umfeld als positiv. Indonesien war 2017 bereinigt nach Kaufkraft die achtgrößte Wirtschaftsmacht der Welt (Platz 16 nach nominellen Wechselkursen). Die Währung ist die Indonesische Rupiah.
Im Global Competitiveness Index, der die Wettbewerbsfähigkeit eines Landes misst, belegt Indonesien Platz 50 von 140 Ländern (Stand 2018). Der Index für wirtschaftliche Freiheit 2024 des Landes war der 53.-höchste von 176 Ländern.
Das Land führt eine Wertpapierbörse – die Indonesia Stock Exchange mit dem Leitindex IDX Composite.
| Jahr                                    | 2010    | 2015    | 2016    | 2017    | 2018    | 2019    | 2020    | 2021    | 2022    | 2023    |
| --------------------------------------- | ------- | ------- | ------- | ------- | ------- | ------- | ------- | ------- | ------- | ------- |
| BIP in Mrd. USD (Kaufkraftparität)      | 1.773,4 | 2.519,6 | 2.671,6 | 2.857,3 | 3.069,9 | 3.266,2 | 3.223,4 | 3.530,6 | 3.983,1 | 4.334,7 |
| BIP pro Kopf in USD (Kaufkraftparität)  | 7.462   | 9.874   | 10.335  | 10.933  | 11.621  | 12.237  | 11.930  | 12.948  | 14.446  | 15.554  |
| BIP-Wachstum (real)                     | 6,4 %   | 4,9 %   | 5,0 %   | 5,1 %   | 5,2 %   | 5,0 %   | −2,1 %  | 3,7 %   | 5,3 %   | 5,0 %   |
| Inflation (in Prozent)                  | 5,1 %   | 6,4 %   | 3,5 %   | 3,8 %   | 3,3 %   | 2,8 %   | 2,0 %   | 1,6 %   | 4,1 %   | 3,7 %   |
| Staatsverschuldung (in Prozent des BIP) | 26 %    | 27 %    | 28 %    | 29 %    | 30 %    | 31 %    | 40 %    | 41 %    | 40 %    | 40 %    |

### Soziale Strukturen
Über 27 % der insgesamt 273,5 Millionen Indonesier leben in Armut, wobei es große regionale Unterschiede gibt. Während auf Java, der Hauptinsel des Landes, etwa 23 % in Armut leben, gibt es manche Provinzen, besonders im Osten, in denen der Anteil der armen Bevölkerung bei 44 % liegt.
Besonders in Großstädten wie Jakarta gibt es ausgedehnte Slums. Auf Java gibt es etwa 1,7 Millionen Straßenkinder.

### Beschäftigung und Arbeitsmarkt
2016 arbeiteten 32 % aller Arbeitskräfte in der Landwirtschaft, 47 % im Dienstleistungssektor und 21 % in der Industrie. Die Gesamtzahl der Beschäftigten wird für 2016 auf 125 Millionen geschätzt, davon 38,2 % Frauen.
Die Arbeitslosenquote wird 2017 mit 5,6 % angegeben, allerdings sind viele Beschäftigungsverhältnisse informeller Natur, und Unterbeschäftigung ist weit verbreitet. Seit 2015 dürfen Arbeitnehmer und Gewerkschaften nicht mehr über Mindestlöhne verhandeln. Darüber hinaus verabschiedete das indonesische Repräsentantenhaus am 5. Oktober 2020 gegen massive öffentliche Proteste ein „Gesetzespaket zur Schaffung von Arbeitsplätzen“, bekannt als Omnibus Law on Job Creation, das neoliberale Arbeitsmarktreformen vorsieht.

### Außenhandel
Einige Exportprodukte sind Gold, Kupfer, Nickelerz, Kohle, Holzprodukte, Agrarprodukte (Palmöl, Reis, Erdnüsse, Kakao, Kaffee), Textilien und Mineralien.
Indonesien ist darüber hinaus mit jährlichen 23 Millionen Tonnen (2002) weltgrößter Exporteur von Flüssigerdgas. Hauptabnehmer sind Japan und China.
Der Großteil des international gehandelten Tropenholzes Merbau kommt aus Westneuguinea und wird dort zu 90 % illegal geschlagen. In allen anderen Ländern sind die natürlichen Standorte von Merbau durch exzessiven Einschlag schon lange erschöpft.
| Entwicklung des Außenhandels                                 | Entwicklung des Außenhandels                                 | Entwicklung des Außenhandels                                 | Entwicklung des Außenhandels                                 | Entwicklung des Außenhandels                                 | Entwicklung des Außenhandels                                 | Entwicklung des Außenhandels                                 |
| in Mrd. US$ und seine Veränderung gegenüber dem Vorjahr in % | in Mrd. US$ und seine Veränderung gegenüber dem Vorjahr in % | in Mrd. US$ und seine Veränderung gegenüber dem Vorjahr in % | in Mrd. US$ und seine Veränderung gegenüber dem Vorjahr in % | in Mrd. US$ und seine Veränderung gegenüber dem Vorjahr in % | in Mrd. US$ und seine Veränderung gegenüber dem Vorjahr in % | in Mrd. US$ und seine Veränderung gegenüber dem Vorjahr in % |
| ------------------------------------------------------------ | ------------------------------------------------------------ | ------------------------------------------------------------ | ------------------------------------------------------------ | ------------------------------------------------------------ | ------------------------------------------------------------ | ------------------------------------------------------------ |
|                                                              | 2019                                                         | 2019                                                         | 2020                                                         | 2020                                                         | 2021                                                         | 2021                                                         |
|                                                              | Mrd. US$                                                     | % gg. Vj.                                                    | Mrd. US$                                                     | % gg. Vj.                                                    | Mrd. US$                                                     | % gg. Vj.                                                    |
| Einfuhr                                                      | 171,3                                                        | −9,3                                                         | 141,6                                                        | −17,3                                                        | 195,7                                                        | +38,2                                                        |
| Ausfuhr                                                      | 167,7                                                        | −6,9                                                         | 163,3                                                        | −2,7                                                         | 228,2                                                        | +39,7                                                        |
| Saldo                                                        | −3,6                                                         |                                                              | +21,7                                                        |                                                              | +32,5                                                        |                                                              |
| Quelle: GTAI                                                 |                                                              |                                                              |                                                              |                                                              |                                                              |                                                              |

| Export (in Prozent) nach | Export (in Prozent) nach | Import (in Prozent) von | Import (in Prozent) von |
| ------------------------ | ------------------------ | ----------------------- | ----------------------- |
| Volksrepublik China      | 19,5                     | Volksrepublik China     | 28,0                    |
| Vereinigte Staaten       | 11,4                     | Singapur                | 8,7                     |
| Japan                    | 8,4                      | Japan                   | 7,5                     |
| Singapur                 | 6,6                      | Vereinigte Staaten      | 6,1                     |
| Indien                   | 6,4                      | Malaysia                | 4,9                     |
| Malaysia                 | 5,0                      | Südkorea                | 4,8                     |
| Südkorea                 | 4,0                      | Thailand                | 4,6                     |
| sonstige Länder          | 38,7                     | sonstige Länder         | 35,4                    |

### Struktur der Wirtschaft
| Entstehung und Verwendung des BIP (2020) | Entstehung und Verwendung des BIP (2020) | Entstehung und Verwendung des BIP (2020) | Entstehung und Verwendung des BIP (2020) |
| Entstehung des BIP (in %)                | Entstehung des BIP (in %)                | Verwendung des BIP (in %)                | Verwendung des BIP (in %)                |
| ---------------------------------------- | ---------------------------------------- | ---------------------------------------- | ---------------------------------------- |
| Bergbau und Industrie                    | 28,6                                     | Staatsverbrauch                          | 9,3                                      |
| Handel und Tourismus                     | 16,1                                     | privater Verbrauch                       | 59,0                                     |
| Landwirtschaft                           | 14,2                                     | Bruttoanlageinvestitionen                | 31,7                                     |
| Bau                                      | 11,1                                     | Außenbeitrag                             | 1,1                                      |
| Transport/Kommunikation                  | 9,3                                      | Bestandsveränderungen                    | 0,6                                      |
| sonstiges                                | 20,7                                     |                                          |                                          |
| Quelle: GTAI                             |                                          |                                          |                                          |

#### Bergbau
Der Gold- und Kupferproduzent PT Freeport Indonesia, eine Tochter von Freeport-McMoRan Gold & Copper, ist größter Steuerzahler des Staates. Er betreibt in Westneuguinea die größte Goldmine der Welt. Ein weiterer in Indonesien tätiger Konzern ist Newmont Mining. Im Januar 2014 verhängte die Regierung ein teilweises Exportverbot für unverarbeitete Erze, um die verarbeitende Wirtschaft im Lande zu stärken. Kupfer- und Eisenerz mussten jedoch auf Druck amerikanischer Unternehmen, die die Förderung zeitweise eingestellt hatten, vom Verbot ausgenommen werden. Freeport ist nun angeblich bereit, in Schmelzanlagen zu investieren.

#### Landwirtschaft
Viele multinationale Unternehmen nutzen den natürlichen Reichtum Indonesiens und haben hier Niederlassungen. So betreibt z. B. der Daewoo-Logistics-Konzern aus Südkorea großflächige Pflanzungen, auf denen z. B. Mais und Palmöl angebaut werden. Das Palmöl wird direkt in Indonesien weiterverarbeitet.
Hauptprodukte der Landwirtschaft zur Nahrungsmittelproduktion waren in Indonesien 2008 Reis (60.279.897 t), Cassava (20.834.241 t) (als Nahrungsmittel und zur Stärkeproduktion), Mais (15.860.299 t), Rohrzucker (2.266.812) und die Süßkartoffel (1.824.140 t). Außerdem wurden im selben Jahr unter anderem Palmöl (10.869.365 t), Tee (114.332 t) und Kautschuk (450.526 t) geerntet. Indonesien ist der dritt-größte Reisproduzent (Stand: 2016).
Heute ist Indonesien der größte Palmölproduzent der Welt, nachdem erst 1911 mit dem Anbau begonnen wurde. Ölpalmen werden heute auf 13 Millionen Hektar angebaut, das ist die dreifache Fläche der Schweiz (zum Vergleich: 1968: 120.000 ha, 2004: 5,5 Millionen ha). Als kritisch wird angesehen, dass viele Ernteflächen durch Rodungen des tropischen Regenwaldes gewonnen werden. Dabei wird der Lebensraum u. a. von Elefanten und Tigern gefährdet. Die EU-Agrarsprit-Richtlinie hat jedoch zur weiteren Intensivierung des Anbaus geführt.
In vielen Teilen des Landes, v. a. in Sumatra, sind daher heftige Landkonflikte wegen der Umwandlung von Regenwald oder Siedlungsland in Palmölplantagen entstanden. Wilmar, der weltgrößte Palmölkonzern, ist in Indonesien ansässig. Unter anderem beliefert er Unilever, Nestlé und Procter & Gamble.

#### Tourismus

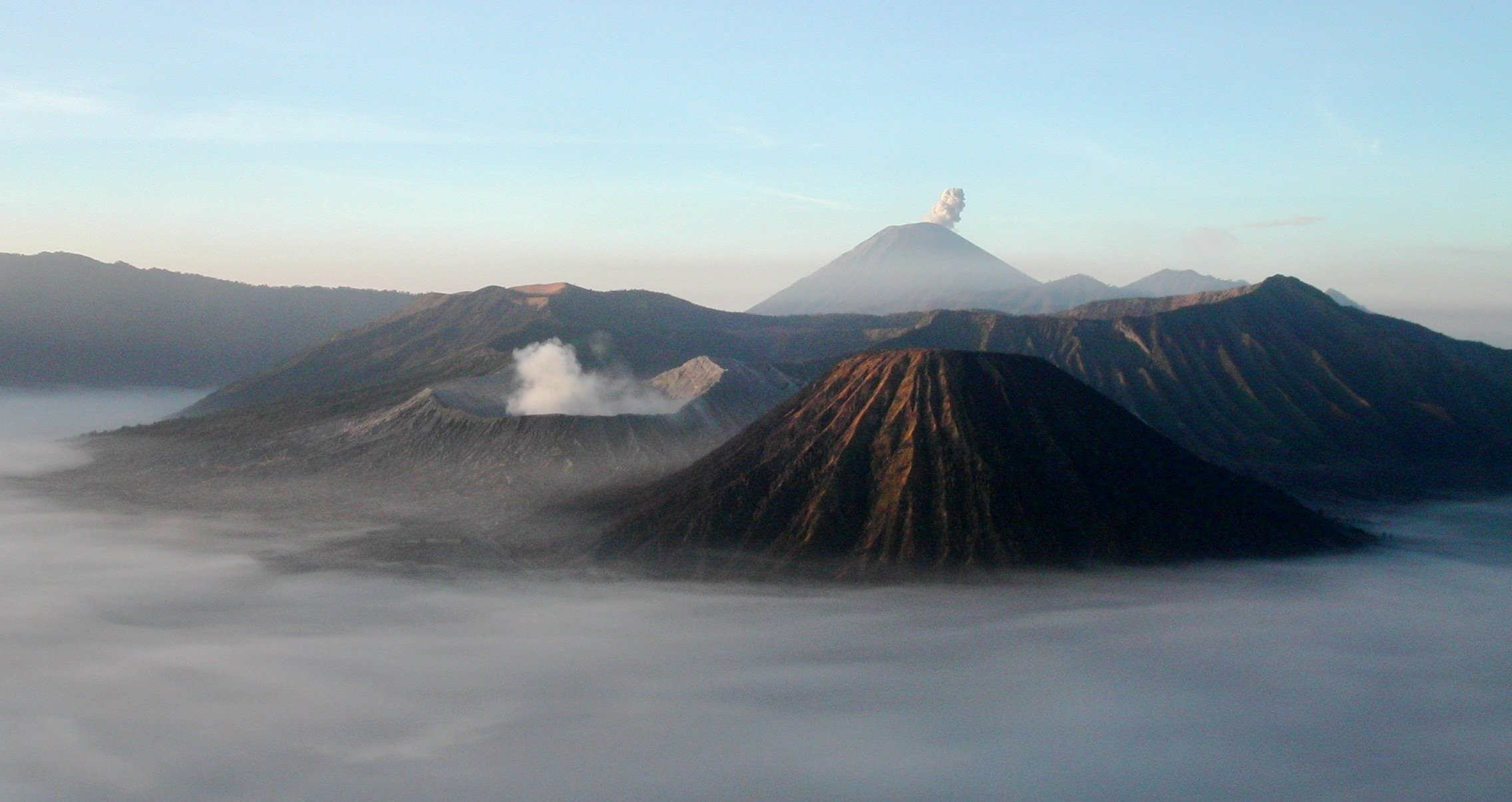
Vulkan Bromo auf Java

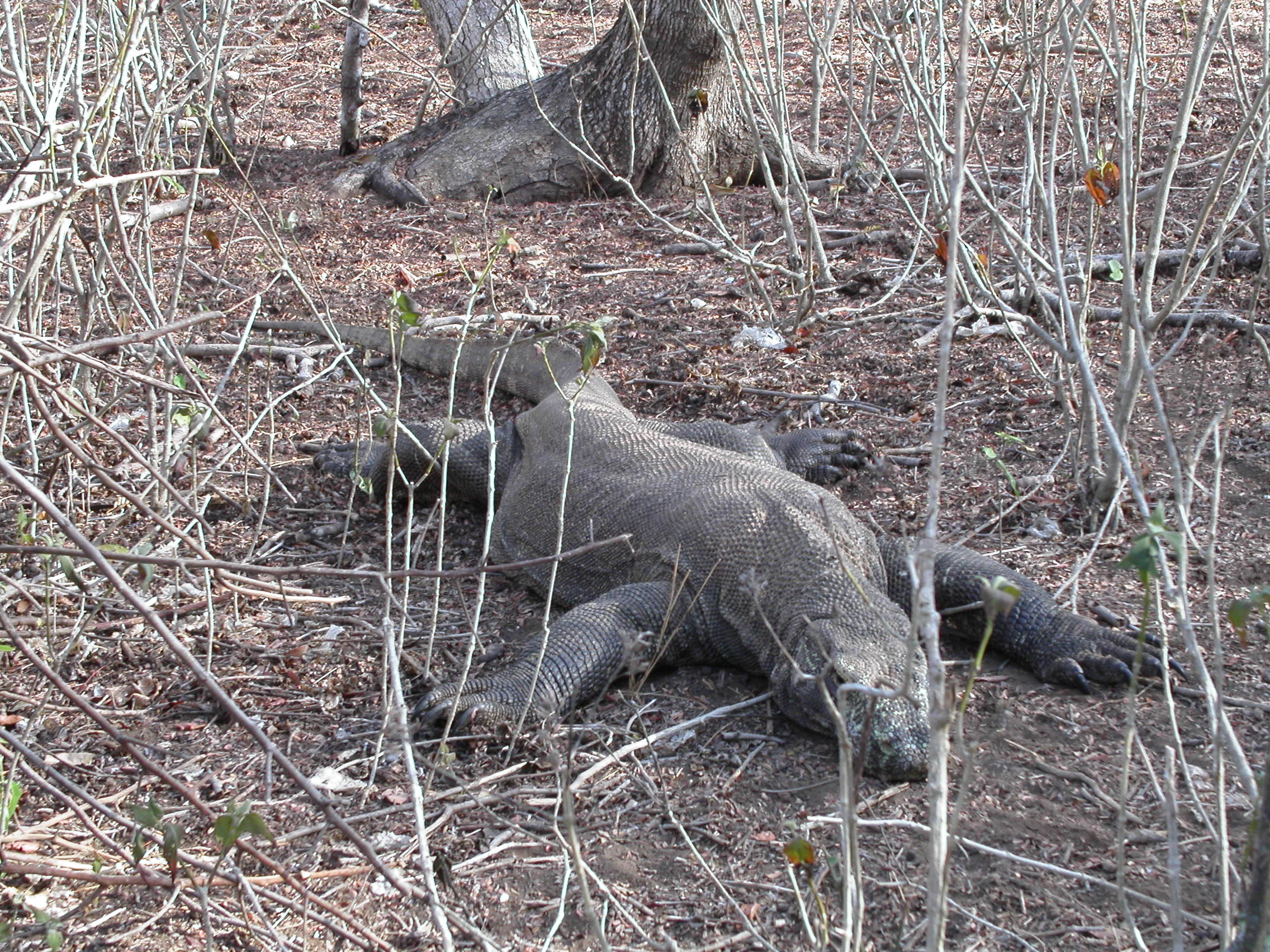
Komodowaran

Der Tourismus ist für das Land eine wichtige Einnahmequelle. Allein Bali wird jedes Jahr von ca. vier Millionen Touristen besucht, die vornehmlich aus Australien, den USA, Europa, Japan und China kamen. Allerdings hat der Tourismus in Indonesien durch die Bombenanschläge auf Bali (2002 und 2005) und wiederholte Terrorwarnungen insbesondere durch australische Behörden in den letzten Jahren deutliche Einbußen erlebt. Insgesamt wurde das Land 2015 von 9,9 Millionen Touristen besucht, die 10,8 Milliarden US-Dollar ausgaben. In Indonesien gibt es insgesamt acht UNESCO-Welterbestätten.
Java zieht mit dem Weltkulturerbe Borobudur (buddhistisch) und Prambanan (hinduistisch) und der für Batik bekannten Stadt Yogyakarta Touristen an. Auch die touristisch erschlossenen Vulkane Bromo, Tangkuban Perahu und Kawah Putih (beide bei Bandung), Badeorte wie Pangandaran und weitere an der Westküste sowie kulturell interessante Orte wie Bandung und Cirebon und das durch hinduistische Tempel geprägte Dieng-Plateau locken Touristen an. Auch die auf Java gelegene Hauptstadt Jakarta ist trotz der unüberschaubaren Größe und ihres unsicheren Rufes ein touristisches Ziel.
Sumatra hat landschaftlich und kulturell einiges zu bieten. Daneben sind die artenreichen Nationalparks beliebte Tourismusziele. Die Inseln Komodo, Rinca und Padar umfasst der Komodo-Nationalpark, wo der Komodowaran heimisch ist. Nordsulawesi, insbesondere das Gebiet um Manado (v. a. Bunaken und die Lembeh-Straße), und die Togianinseln sind als Taucherparadies bekannt, das Toraja-Hochland im Südwesten Sulawesis hingegen vor allem für seinen Totenkult.
Für Westneuguinea, bekannt für seine Vielzahl an teilweise noch sehr abgeschieden und traditionell lebenden ethnischen Gruppen, ist eine besondere polizeiliche Erlaubnis (Surat Jalan) nötig, um Ziele im Landesinneren besuchen zu können. Sämtliche Orte der Reise müssen genau eingetragen sein. Reisende sind verpflichtet, sich mit diesem Formular am Zielort bei der örtlichen Polizei zu melden. Journalisten erhalten seit 2003 keine Einreisegenehmigung für Westneuguinea.

#### Bankwesen
Die Mehrheit der Bevölkerung verfügt über kein Bankkonto, gleichzeitig leiden private Unternehmen unter einer restriktiven Kreditvergabe. Insgesamt summierten sich 2016 alle ausstehenden Bankkredite auf nur 36 % des Bruttoinlandsprodukts (BIP); deutlich weniger als in Vietnam und auf den Philippinen (je 44 % des BIP) oder in Thailand (92 % des BIP). Gleichzeitig gehört der indonesische Bankensektor zu den weltweit profitabelsten überhaupt, was auch auf hohe Gewinnmargen bei der Kreditvergabe zurückzuführen ist. Während die indonesische Zentralbank im Jahr 2016 den Leitzins von gut 7 % auf unter 5 % senkte, verlangten die Banken für Firmenkredite immer noch etwa 13 % Zinsen, für Mikrokredite sogar um 20 %.
Größte indonesische Banken nach Ausleihungen sind die mehrheitlich in Staatsbesitz befindlichen Bank Mandiri und Bank Rakyat Indonesia (BRI), letztere ein Pionier im Mikrofinanzbereich und einer der weltweit größten Anbieter von Mikrokrediten. Größte private Bank ist die Bank Central Asia (BCA).

### Staatshaushalt
Der Staatshaushalt umfasste 2016 Ausgaben von umgerechnet 151,40 Milliarden US-Dollar, dem standen Einnahmen von umgerechnet 128,70 Milliarden US-Dollar gegenüber. Daraus ergibt sich ein Haushaltsdefizit in Höhe von 2,4 % des BIP.

Die Staatsverschuldung betrug 2016 260,1 Milliarden US-Dollar oder 27,9 % des BIP. Von der Ratingagentur Standard & Poor’s werden die Staatsanleihen des Landes mit der Note BBB− bewertet, und der Ausblick gilt als stabil (Stand 2018). Die Anleihen des Landes gelten damit als anlagewürdig.
Das Militär führt eine Reihe von Unternehmen und Stiftungen, sodass der tatsächliche Etat unbekannt ist.
2020 betrug der Anteil der Staatsausgaben (in % des BIP) folgender Bereiche:
- Gesundheit: 3,4 %
- Bildung: 3,5 %
- Militär: 0,8 % (2023)

## Infrastruktur
Die wirtschaftliche Entwicklung Indonesiens leidet unter hohen Transportkosten, deren Anteil am Bruttoinlandsprodukt auf 24 % bis 27 % geschätzt wird. Auf Grund dieser hohen Transportkosten kann der Preis eines Sacks Zement in wenig industrialisierten, abgelegenen Regionen das Zehnfache des Preises in einem industriellen Ballungszentrum betragen. Die Regierung versucht diesem Problem mit einem Programm zu Ausbau der maritimen Infrastruktur zu begegnen, mit dem die Transportkosten auf unter 20 % des Bruttoinlandsprodukts gesenkt werden sollen.

### Straßenverkehr
Die Länge aller Straßen im Land betrug 2011 insgesamt 496.607 km, wovon 283.102 km asphaltiert sind. Trotz bedeutender Investitionen in das Straßennetz sind weite Teile in einem schlechten Zustand. Im Straßenverkehr passieren deshalb viele schwere Unfälle. 2013 kamen in Indonesien insgesamt 15,3 Verkehrstote auf 100.000 Einwohner. Zum Vergleich: In Deutschland waren es im selben Jahr 4,3 Tote. Insgesamt kamen damit 38.000 Personen im Straßenverkehr ums Leben. Die Zahl der Automobile ist mit 68 auf 1000 Einwohner noch relativ gering. Beliebte Fortbewegungsmittel im Land sind Motorräder und Motorroller.

### Schienenverkehr
Die gesamte Länge des indonesischen Schienennetzes beträgt ca. 8000 km einschließlich aller innerstädtischen und industriell betriebenen Strecken. Der erste Abschnitt der Hochgeschwindigkeitsstrecke zwischen Jakarta und Bandung wurde 2023 fertiggestellt.

### Luftverkehr
Auf Grund seiner Ausdehnung und der teilweise schlechten Infrastruktur am Boden ist Indonesien in weiten Teilen nur mit dem Flugzeug erschlossen. Nach der Liberalisierung des Marktes im Jahr 1999 kam es daher in ganz Indonesien zu einem starken Wachstum des Luftverkehrs, welches aber zu Lasten der Sicherheit ging. Nach einer Unfallserie unter Beteiligung mehrerer Fluggesellschaften verhängte die Europäische Union daher im Jahr 2007 ein europaweites Landeverbot für sämtliche indonesischen Fluggesellschaften. Im Kern besteht dieses Verbot bis heute, nur sind Garuda Indonesia, Airfast Indonesia, Ekspres Transportasi Antarbenua, Indonesia Air Asia, Citilink, Lion Air sowie Batik Air von diesem Landeverbot mittlerweile ausgenommen (Stand Mai 2024).
Die staatliche Luftverkehrsgesellschaft Garuda Indonesia wurde 1950 mit Unterstützung der KLM gegründet, welche die Flugzeuge der 1947 aufgelösten KNILM (Koninklijke Nederlandsch-Indische Luchtvaart Maatschappij) übernommen hatte.

### Seeverkehr
Zwischen den größeren indonesischen Inseln verkehren Passagierfähren der staatlichen Fährreederei Pelni, welche in den 1950er Jahren im Inlandsverkehr die Rolle der niederländischen KPN übernommen hat. Seit 1983 verfügt die Pelni über ein Monopol für den innerindonesischen Passagierverkehr. Eingesetzt werden unter anderem bei der deutschen Meyer Werft gefertigte Fähren der Baureihen 1000, 2000 und 3000 sowie der dort konzipierten, aber bei einer lokalen Werft gebauten Baureihe 500.

### Internet
Im Jahr 2023 nutzten 69,2 Prozent der Einwohner Indonesiens das Internet. Auch das Internet wird wie die meisten anderen Informationsmedien in Indonesien vielfach gemeinschaftlich genutzt. So wie eine Zeitung im Durchschnitt von sechs Menschen gelesen wird, teilt man sich Internetzugänge, Computer oder Plätze in Internetcafés. Im Vergleich zu anderen südostasiatischen Ländern ist die Anzahl der Benutzer im Vergleich zur Bevölkerung relativ gering.
Die meisten Benutzer nutzen das Internet in Warnets (Internetcafés), nur 1,1 Prozent besitzt einen eigenen Computer. Im Jahr 2019 nutzten 48 Prozent der Einwohner Indonesiens das Internet.
Wichtiger jedoch als die bloße Zahl der Nutzer ist ihre geographische Verteilung. Indonesiens immense geographische Ausdehnung hat seit jeher politische und infrastrukturelle Probleme mit sich gebracht. Verstärkt durch die aggressive Java-zentristische Entwicklungspolitik der Neuen Ordnung hinken die Außeninseln (sprich alles außerhalb Javas und Balis, welche vor allem aufgrund ihres touristischen Potenzials mit der entsprechenden Infrastruktur bedacht sind), was Schulen, Straßen, Telefonleitungen etc. betrifft, massiv hinterher. Auch die geographische Verteilung von Internetcafés und Internetnutzern macht hier keine Ausnahme. Während in der Hauptstadt Jakarta auf 20.000 Menschen ein Internetcafé kommt, gibt es in Sumatra, Westnusatenggara (NTB), Sulawesi und Maluku ein Internetcafé auf eine Million Menschen. Auch die Telefondichte, elementare Voraussetzung für die private Internetnutzung, zeigt ein ähnliches Bild. Im Durchschnitt kommen drei Telefone auf 100 Menschen. Zieht man die Zentrierung vor allem auf die Inseln Java und Bali mit in Betracht, ist der Zustand für NTB und weiter östlich gelegene Provinzen noch nicht modern genug. Andererseits ist der Zugang auch an eine Form technischen Wissens geknüpft, die nicht jedem geläufig ist.

## Kultur
Die indonesische Kultur (Musik, Literatur, Malerei) wurde im 9. und 10. Jahrhundert zuerst vom Buddhismus und ab dem 13. Jahrhundert zunehmend vom Hinduismus geprägt. Eine weitere hochentwickelte Kunst ist die Batik, die in Indonesien seit Jahrhunderten beheimatet ist. In aufwendiger Technik werden reiche Muster mit Blumen und Vogelmotiven, Spiralen und phantasievoller Struktur entwickelt. Heute ist die Batik ein Exportprodukt Indonesiens.

### Kalender, Feiertage
Vor allem auf Java und Bali ist der Pawukon-Kalender verbreitet.

### Esskultur
Durch die Vielzahl der Völker Indonesiens bestehen große Unterschiede zwischen den Kulturen der einzelnen Regionen. Reis ist in den meisten Regionen Indonesiens ein Grundnahrungsmittel, das bis zu dreimal am Tag gegessen wird. Dort durchziehen Reisterrassen das Land. Viele Mythen erzählen, dass der Reis ein Geschenk des Himmels sei. Im Osten reicht die auf melanesischen Wurzeln basierende Kultur nach Indonesien hinein. Im 17. Jahrhundert führten die Portugiesen den Maniok aus Amerika in die Region ein. Zunächst auf den Molukken, später kam Maniok auch nach Java. Die Kolonialmächte förderten den Anbau, um Hungersnöten entgegenzutreten.

### Musik
Die Nationalhymne Indonesia Raya wurde von Wage Rudolf Soepratman komponiert. Das klassische indonesische Orchester heißt gamelan.

### Theater
Das javanische Wort für jede Art dramatischer Inszenierung mit Puppen oder menschlichen Darstellern ist wayang. Am bekanntesten ist das Schattenspiel wayang kulit. Ein Spiel mit rundplastischen Stabpuppen ist wayang golek, und flache Holzpuppen heißen wayang klitik. Das sehr alte Bildrollendrama wayang beber ist nahezu verschwunden.

### Film
| Jahr | Anzahl |
| ---- | ------ |
| 1975 | 73     |
| 1985 | 62     |
| 1995 | 30     |
| 2005 | 50     |
| 2012 | 86     |

### Sport
Cricket erfreut sich in Indonesien zunehmender Beliebtheit, und der Frauen-Cricket-Nationalmannschaft gelang die Qualifikation für den U19 Women’s T20 World Cup 2023.
Special Olympics Indonesien wurde 1989 gegründet und nahm mehrmals an Special Olympics Weltspielen teil.